# Universo letterario di Jane Austen

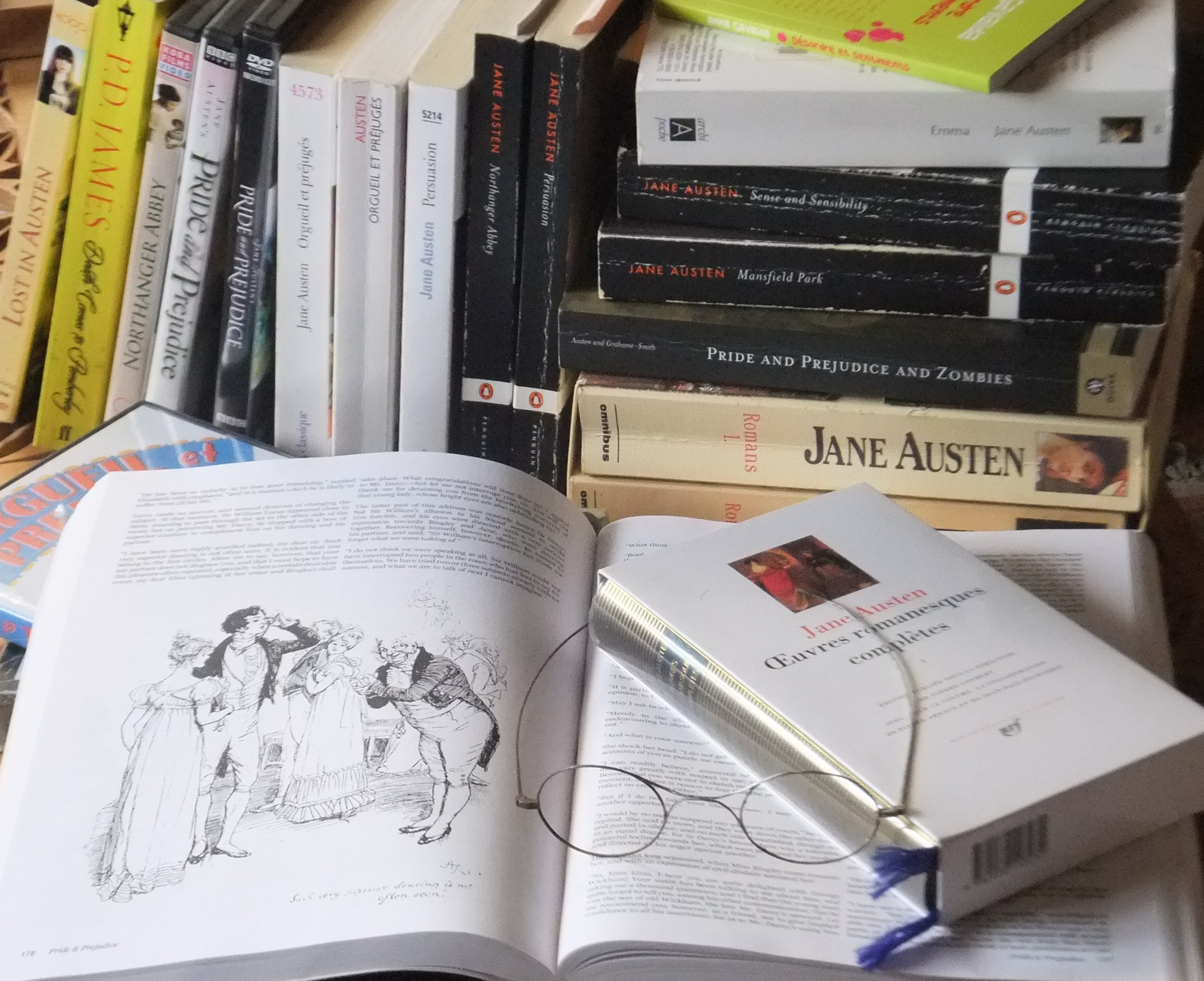
I sei romanzi di Jane Austen, illustrati, tradotti, adattati, fonti di opere derivate

L'universo letterario di Jane Austen comprende aspetti storici, geografici e sociologici specifici del periodo e delle regioni dell'Inghilterra in cui sono ambientati i suoi romanzi. Dalla seconda metà del XX secolo, un crescente numero di ricerche si è concentrato non solo sulle qualità letterarie di questi romanzi, ma anche sul loro contesto storico, analizzandone gli aspetti economici e ideologici ed evidenziando la rilevanza delle opere di Jane Austen in questi ambiti.

Firma del testamento di Jane Austen

D'altra parte, un vero e proprio culto si è gradualmente sviluppato attorno alla scrittrice e alla sua opera, inizialmente nel mondo anglosassone, ma ora si sta diffondendo anche oltre, e la cultura popolare si è impossessata dell'universo da lei creato. Jane Austen scriveva per i suoi contemporanei, dispiegando le sue trame all'interno della cornice relativamente ristretta del mondo che conosceva e in cui viveva, ma Georgette Heyer si ispirò a lei per inventare il romanzo rosa "Regency" nel 1935. A partire dal secondo terzo del XX secolo, gli adattamenti teatrali, seguiti da quelli cinematografici e televisivi, hanno dato vita ai suoi personaggi di carta, con interpretazioni diverse a seconda dell'epoca in cui venivano messi in scena. Opere "contemporanee", come Il diario di Bridget Jones, hanno ripreso e trasposto le sue trame; prequel e sequel sono stati inventati attorno ai suoi personaggi da ammiratori, come John Kessel e P.D. James, o da scrittori di romanzi rosa; e il fenomeno è cresciuto con Internet e i siti online.
Come per Charles Dickens e le sorelle Brontë, il culto della sua persona e della sua opera ha dato origine a un'industria fiorente: Bath, in particolare con il suo Jane Austen Centre, e Chawton, sede del Jane Austen's House Museum, mantengono vivo il suo ricordo. I tour operator organizzano tour nei luoghi da lei frequentati, e un tipo speciale di turismo è stato creato nelle regioni e intorno alle case dell'English Heritage dove vengono girati gli adattamenti cinematografici e televisivi dei suoi romanzi.

## I romanzi di Jane Austen

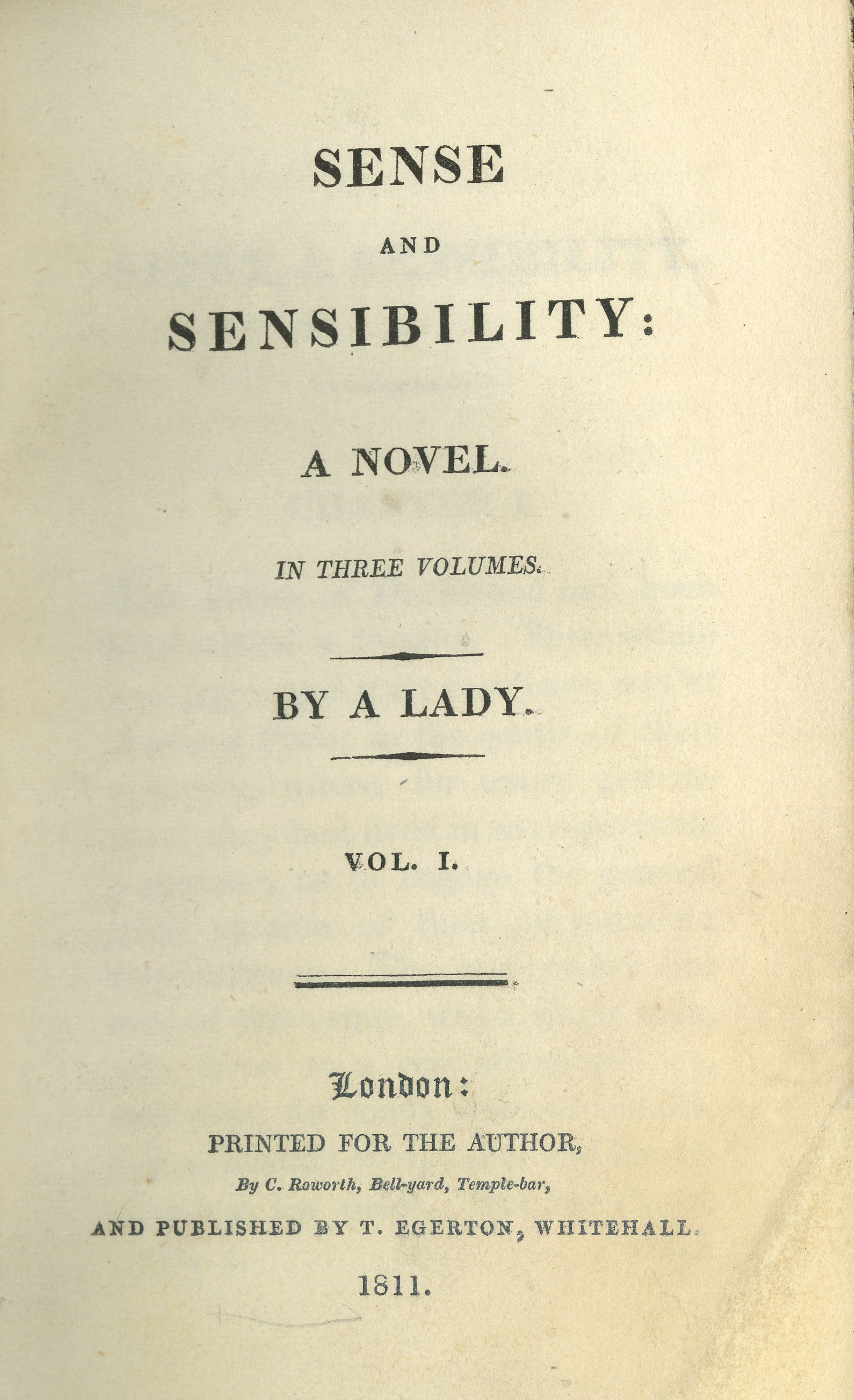
Frontespizio della prima edizione di Ragione e sentimento del 1811: un romanzo in tre volumi, “di una signora”.

### I testi
Oltre ai suoi primi lavori, raggruppati sotto il titolo Juvenilia, rimasta inedita fino al 1954, una parodia teatrale Sir Charles Grandison, or, The happy man: a comedy in five acts e un breve romanzo epistolare, Lady Susan, Jane Austen ha lasciato sei romanzi, quattro dei quali sono apparsi in forma anonima durante la sua vita.
- Elinor e Marianne, un romanzo epistolare scritto nel 1795, rielaborato nel 1798[2] e nel 1811 per la pubblicazione (su base di autopubblicazione) come Ragione e sentimento.
- Prime impressioni, scritto tra il 1796 e il 1797 (aveva 21-22 anni), rivisto nel 1811, pubblicato nel gennaio 1813 con il titolo Orgoglio e pregiudizio.
- Mansfield Park, iniziato nell'ottobre 1812, pubblicato nell'agosto 1814.
- Emma, iniziata nel maggio 1814, completata nell'agosto 1815, pubblicata nel dicembre dello stesso anno.

L'abbazia di Northanger, scritta tra il 1798 e il 1799, e Persuasione, completata nell'agosto del 1816 mentre Jane Austen era già gravemente malata, furono pubblicate posthumouslydal fratello Henry nel dicembre 1817. Queste pubblicazioni includevano una "Nota biografica dell'autrice", che rivelava la sua identità come autrice. È probabile che Austen non abbia scelto personalmente i titoli: L'abbazia di Northanger era originariamente intitolato Susan nel 1803 quando vendette i diritti a Crosby, e in seguito indicato come Catherine nella sua corrispondenza con la sorella Cassandra. Allo stesso modo, Persuasione era inizialmente menzionato come The Elliots nelle sue lettere.
Molte altre opere di Austen rimasero inedite per molti anni. Lady Susan, uno dei primi romanzi epistolari (ad eccezione di una breve conclusione), fu probabilmente scritto nel 1793 o 1794, quando Austen aveva 18 o 19 anni. Una copia pulita e senza data del manoscritto, probabilmente del 1805, sopravvive, ma il romanzo non fu pubblicato fino al 1871, in seguito alla pubblicazione di Memorie di Jane Austen da parte del nipote James Edward Austen-Leigh. Allo stesso modo, I Watson, un romanzo iniziato a Bath nel 1803 ma abbandonato dopo la morte del padre nel 1805, rimase incompleto e inedito durante la sua vita. La sua opera finale, iniziata nel gennaio 1817 ma lasciata incompiuta dopo circa 50 pagine entro marzo di quell'anno, fu pubblicata postuma nel 1925 con il titolo Sanditon.
I manoscritti sopravvissuti sono conservati in più sedi, tra cui la Bodleian Library di Oxford, la British Library di Londra, il King's College di Cambridge e la Pierpont Morgan Library di New York. Tuttavia, sono stati raccolti in una collezione digitale: Jane Austen's Fiction Manuscripts Digital Edition. Come era prassi comune all'epoca, le bozze e i manoscritti definitivi delle opere pubblicate non furono conservati.

### Contesti
Tutti i romanzi di Jane Austen sono oggi considerati documenti attendibili di civiltà. Dietro il tema convenzionale dell'intrigo sentimentale con un finale concordato, sotto l'architettura stilistica perfettamente padroneggiata e l'"ironia luminosamente impertinente", sono rivelatori del loro tempo e dei suoi mutamenti.
Jane Austen scrisse per circa vent'anni (1795-1817), con un'interruzione di alcuni anni (1805-1809) dopo la morte del padre. Il periodo tra il XVIII e il XIX secolo fu travagliato, con il suo paese in guerra quasi perenne con la Francia. Fu anche un periodo di profondi cambiamenti economici, con l'influenza della tradizionale aristocrazia terriera che diminuì a favore di nuove classi sociali, arricchite dalla Rivoluzione industriale, dalla grande industria e dalle guerre napoleoniche. Questo contesto socio-economico si riflette nella sua opera: Orgoglio e pregiudizio (scritto per la prima volta nel 1796-1797) presenta personaggi della borghesia tessile dell'Inghilterra settentrionale (i Bingley) e della grande industria londinese (i Gardiner); Mansfield Park (scritto nel 1812-1813) e Persuasion (completato nel 1816) raccontano l'ascesa sociale degli ufficiali della Royal Navy, del tenente William Price e soprattutto del capitano Frederick Wentworth.
Inoltre, la sua famiglia attesta la sua abitudine di tornare regolarmente ai suoi manoscritti e di correggerli, iniziando un nuovo romanzo mentre correggeva il precedente, o addirittura “riciclando” i suoi testi rimasti manoscritti. Questo spiega l’impressione che i suoi romanzi riprendano costantemente gli stessi temi, essenzialmente matrimonio e denaro, raffinandoli o studiandoli da un'altra angolazione: elementi del romanzo abbandonato The Watsons si possono trovare in Mansfield Park, in Emma e forse in Orgoglio e pregiudizio. Le date di pubblicazione creano collegamenti inaspettati tra loro: il suo ultimo romanzo completato, Persuasione, apparve contemporaneamente a uno dei suoi primi (scritto nel 1797-1798), e Sanditon appare come un seguito di Northanger Abbey, sebbene vent’anni li separino.

## Aspetti storici

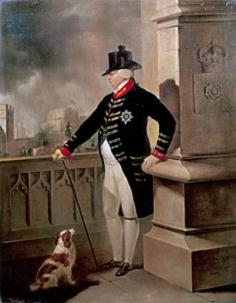
Dipinto del 1807 di Peter Edward Stroehling raffigurante il "Re contadino" Giorgio III, all'apice della sua popolarità prima di sprofondare nella follia.

L'intera vita di Jane Austen (1775-1817) si svolse durante il regno di Giorgio III (1760-1820), e l'intera sua opera è ambientata nella seconda metà di quel regno, e in particolare durante la reggenza di suo figlio (1811-1820), il “ Principe Reggente”.
Le trame dei suoi romanzi si basano sulla vita quotidiana della piccola nobiltà di campagna, un gruppo a cui apparteneva e che ha descritto nei suoi scritti, fornendo informazioni sulle routine di questo segmento sociale in un momento in cui il paese, avendo perso le sue colonie americane, era impegnato nelle guerre napoleoniche. In questo contesto storicamente travagliato, nel mezzo della Rivoluzione industriale, i suoi romanzi fanno luce sulla gerarchia sociale, il ruolo del clero, la status of women, il matrimonio e le attività ricreative della classe agiata. Senza che il lettore ne sia sempre pienamente consapevole, vengono evocati molti dettagli della vita quotidiana, aspetti legali dimenticati o usanze cadute in disuso, riportando in vita questo periodo della storia della società inglese noto come società georgiana, e più specificamente l'era della Reggenza.
Tuttavia, la visione dell'Inghilterra di Jane Austen è ritratta esclusivamente dal punto di vista di una piccola donna della piccola nobiltà che viveva in una società rigidamente patriarcale intorno al 1800. Appartenendo a una famiglia benestante, istruita e ben inserita, ha intuizioni in molti ambiti, ma le buone maniere le impediscono di affrontare determinati argomenti. Di conseguenza, alcuni aspetti storici chiave dell'epoca - come la perdita delle colonie americane, la Rivoluzione francese, la Rivoluzione industriale in corso, la nascita dell'Impero britannico - sono in gran parte assenti dalle sue opere, che si concentrano invece sulla vita quotidiana dell'Inghilterra rurale della sua epoca. Per Karl Kroeber, professore alla Columbia University, Jane Austen possiede una vera visione storica: concentrandosi sui dettagli della vita delle comuni damigelle in attesa di matrimonio in “un piccolo villaggio di campagna”, concentrandosi su eventi minuscoli e apparentemente insignificanti, mette in luce i cambiamenti significativi che si verificano tra il 1795 e il 1816 al livello più profondo della società del suo tempo.

## Aspetti geografici

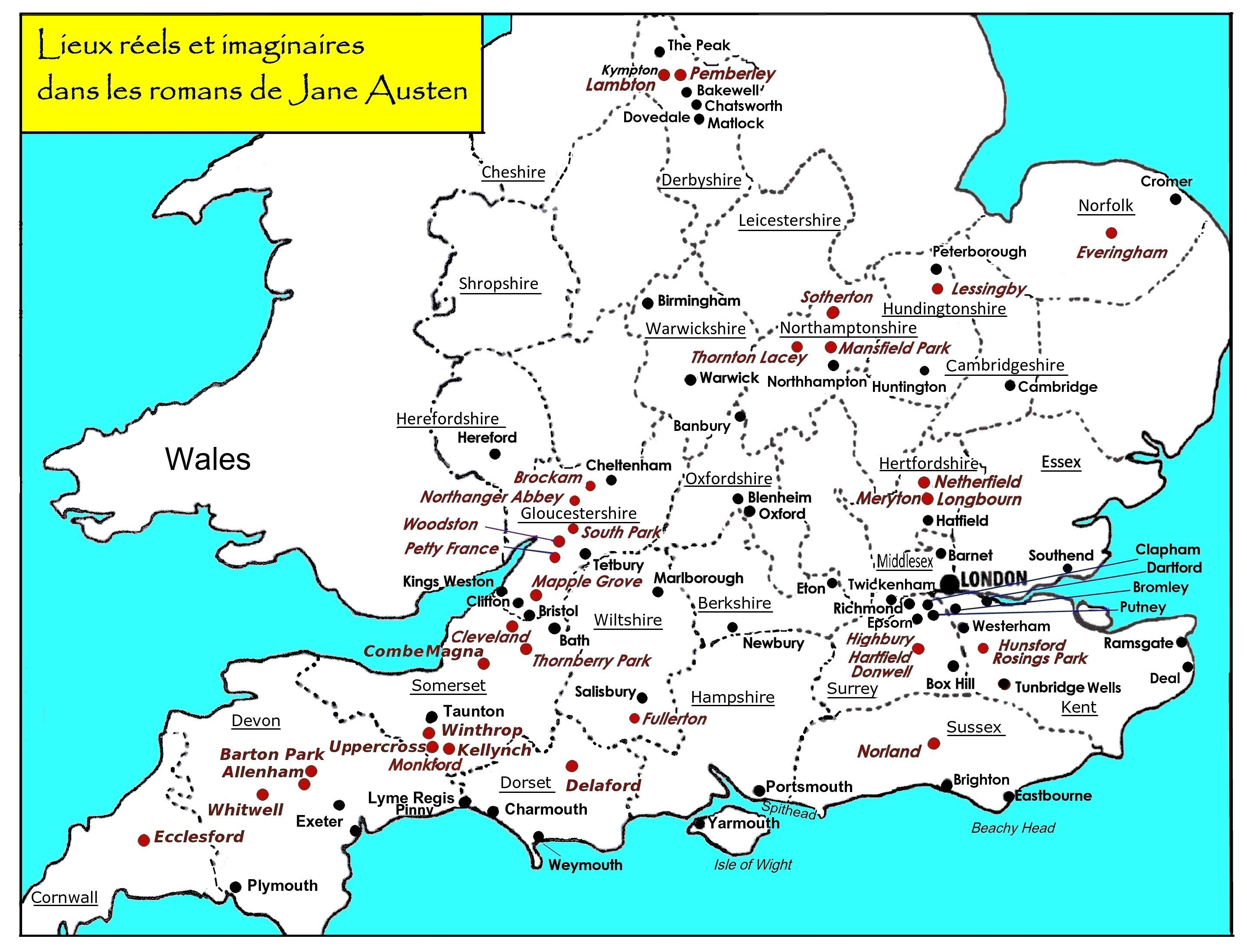
Mappa dell'Inghilterra, che mostra i luoghi reali frequentati da uno o dall'altro personaggio dei sei romanzi di Jane Austen (in nero) e i luoghi immaginari in cui vivono (in rosso e corsivo).

I luoghi in cui vivono i personaggi e i luoghi che visitano durante i loro viaggi offrono uno sguardo preciso sul mondo di Jane Austen, anche se raramente descrive paesaggi o ambientazioni in dettaglio, lasciando molto all'immaginazione del lettore. I suoi racconti sono ambientati in un'area relativamente ristretta, principalmente la metà meridionale dell'Inghilterra, con l'eccezione del Northamptonshire, dove situa la tenuta di Sir Bertram. La maggior parte di queste regioni erano familiari ad Austen personalmente. Tuttavia, anche altri luoghi sono citati dai personaggi, come Antigua in Mansfield Park, l'India in Ragione e sentimento, la Scozia (inclusa Gretna Green) e il Northumberland (inclusa Newcastle) in Orgoglio e pregiudizio, l'Irlanda in Emma e le Azzorre, Città del Capo e Gibilterra in Persuasione. L'uso di nomi di luoghi reali accresce il senso di realismo e autenticità nei suoi romanzi.

### Contee dell'Inghilterra

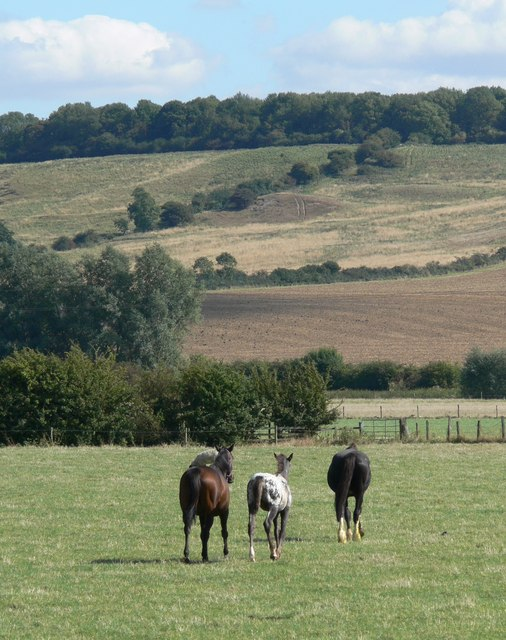
Il Northamptonshire era famoso per la sua campagna ondulata, ideale per l'equitazione e la caccia alla volpe.

Viaggiare era una pratica comune tra la nobiltà oziosa, che visitava frequentemente amici e parenti. Jane Austen stessa viaggiò per visitare suo fratello Edward a Godmersham, nel Kent, nel 1798 e rimase con vari membri della famiglia dopo la morte di suo padre, prima di stabilirsi a Chawton nel 1809. Tuttavia, in linea con la tradizione del romanzo di condotta, i viaggi nelle sue opere hanno un forte significato simbolico. Le sue eroine vivono esperienze trasformative, incontrando luoghi sconosciuti e circoli sociali che sfidano le loro prospettive. Ad eccezione di Emma Woodhouse, che rimane nella sua nativa Surrey, tutte intraprendono viaggi che sono simultaneamente geografici, emotivi, sociali e morali.
Il viaggio attraverso diverse contee inglesi e verso Londra è un tema ricorrente, con quattro romanzi che iniziano con una partenza dalla casa di famiglia, permanente in Ragione e sentimento, Mansfield Park e Persuasione:
- Le ragazze Dashwood abbandonano la vita comoda nel Sussex della loro infanzia per trasferirsi nel lontano Devon;
- Fanny Price, una timida e affettuosa bambina di dieci anni, viene trapiantata da un quartiere operaio di Portsmouth, nell'Hampshire meridionale, in una grande tenuta del Northamptonshire, Mansfield Park, dove viene trattata come una parente povera;
- Anne Elliot deve lasciare Kellynch Hall nel Somerset, la tenuta ancestrale della sua famiglia ora affittata a sconosciuti, e i suoi viaggi sottolineano la sua capacità di adattarsi a comunità sociali estremamente diverse:[13] dopo un periodo a Kellynch Lodge, affittato da Lady Russell, si reca a Uppercross per tenere compagnia alla sorella Mary; la fuga improvvisata a Lyme Regis nel Dorset, poi il soggiorno a Bath, giocano un ruolo importante nella trama e nello scioglimento.[13]
- Catherine Morland, figlia di un ricco ecclesiastico del Wiltshire, si accontenta di un'assenza di undici settimane che occupa praticamente l'intero romanzo: accompagna gli amici di famiglia a Bath (nel Somerset), poi viene invitata all'abbazia di Northanger nel Gloucestershire. A 17 anni, scopre il mondo e matura a contatto con Henry ed Eleanor Tilney.
- Quanto a Elizabeth Bennet, che trascorre la maggior parte del romanzo nell'Hertfordshire, compie due viaggi decisivi:[14] un soggiorno primaverile di alcune settimane nel Kent, poi un viaggio estivo nel Derbyshire che la porta a Pemberley.

### Paesaggi
Le descrizioni dei paesaggi di Jane Austen non sono generalmente né molto elaborate né spontanee. Virginia Woolf sottolinea che “si avvicinava alla natura e alle sue bellezze in modo obliquo”. Come per altre scrittrici del periodo, le descrizioni rivelano lo stato d'animo del personaggio che le ha scritte, o hanno un significato simbolico.

#### Paesaggio pittoresco

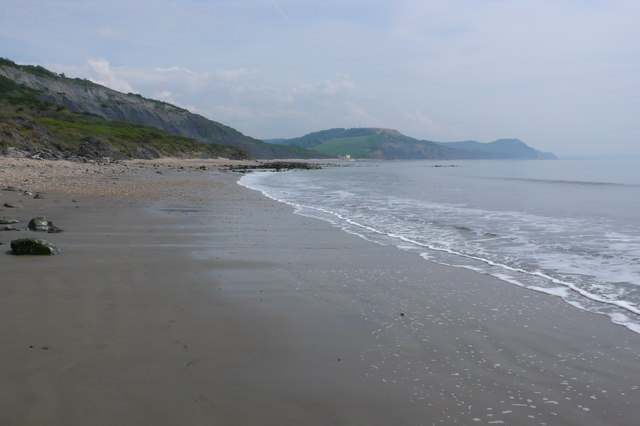
La costa con la bassa marea tra Lyme e Charmouth

Il pittoresco tour, reso popolare dalle guide turistiche spesso illustrate con incisioni come quelle del reverendo William Gilpin, era diventato di moda parallelamente all'ascesa del turismo. Per questo motivo, Jane Austen trovò superfluo descrivere in dettaglio i famosi luoghi visitati da Elizabeth Bennet, e ampiamente documentati altrove. È solo in Persuasione che Austen sottolinea frequentemente la bellezza e la malinconia della natura, probabilmente riflettendo la sua consapevolezza dell'evoluzione dei gusti tra i suoi contemporanei. In questo romanzo, descrive vividamente i dintorni aspri di Lyme Regis, Charmouth, Up Lyme e Pinny, con le sue "crepe verdeggianti tra rocce romantiche", così come la città stessa, che appare malinconica e deserta dopo la fine della stagione dei bagni di mare.

#### Rivelare i sentimenti
I paesaggi, spesso visti attraverso gli occhi e la sensibilità dei personaggi che li contemplano, rivelano i loro sentimenti e le loro emozioni. Marianne Dashwood, che ha salutato con lacrime i boschi di Norland con una sensibilità pre-romantica, esamina le “superbe passeggiate” offerte dalla valle di Barton dove ora vive, ammirando il paesaggio seguendo le convenzioni estetiche sostenute da Gilpin.
Elizabeth Bennet, stupita dalla bellezza armoniosa ed equilibrata di Pemberley Park, si rende conto che la tenuta è un riflesso del suo proprietario e la sua visione di Darcy si evolve. Fanny Price, come i suoi poeti preferiti, è sensibile al lirismo della natura: la bellezza del cielo "nella luminosità di una notte senza nuvole", una fresca passeggiata a cavallo in una mattina d'estate o il giro in carrozza da Mansfield Park a Sotherton attraverso il paesaggio ondulato del Northamptonshire, durante il quale è "deliziata di osservare tutto ciò che era nuovo e ammirare tutto ciò che era bello". Allo stesso modo, il senso di malinconia di Anne Elliot risuona con lo scenario autunnale che la circonda.

#### Connotazioni simboliche

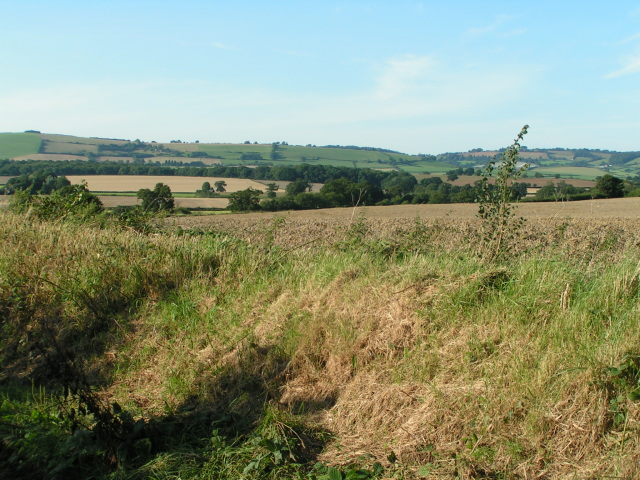
Da Stevenstone Barton, uno dei tanti Barton del Devon.

##### Demitizzazione e contenuto allegorico
Se la valle di Barton è ammirata da Marianne e corrisponde alla visione bucolica del ricco ozioso tentato, come il vanitoso Robert Ferrars, di interpretare il contadino, Jane Austen sfata questa immagine eccessivamente idilliaca. George Crabbe, un poeta di cui ammirava gli scritti, lo aveva già fatto in The Village. Qui, la signora Dashwood e le sue figlie vivono con parsimonia in un cottage (un cottage con un prosaico tetto di tegole, non un poetico cottage con il tetto di paglia), dando al pragmatico Edward, venuto in visita, l'opportunità di ammirare lo sfruttamento ragionato e l'opulenza dei terreni agricoli.
Invitata dalla zia Gardiner a un viaggio di piacere “forse fino ai Laghi ”, Elizabeth Bennet è felicissima: “Addio alla delusione e alla spleen. Cosa sono gli uomini rispetto alle rocce e alle montagne? Oh, quante ore di trasporto passeremo!” Tuttavia, il viaggio nel Derbyshire ha per lei un valore iniziatico: grazie a una visita a Pemberley, una tenuta “senza nulla di artificiale”, impara a non accontentarsi di ammirare la superficie delle cose, il loro aspetto estetico o pittoresco. 
In Mansfield Park, la passeggiata attraverso l'ampio e tortuoso parco di Sotherton funge da parabola: l'attraversamento di cancelli, recinzioni e barriere successivi prefigura simbolicamente i vari gradi di trasgressione sociale e morale a cui tutti i personaggi, tranne Fanny, sono disposti a commettere.
Al contrario, Box Hill non è descritta in dettaglio, nonostante fosse una popolare meta escursionistica ai tempi di Jane Austen, come lo è ancora oggi, rinomata per le sue viste panoramiche. Il narratore nota che "Tutti hanno avuto un'ondata di ammirazione al primo arrivo", poiché questa posizione prepara il terreno per una scena cruciale in Emma. Tuttavia, il picnic a Box Hill, nonostante l'ambientazione idilliaca, finisce in un disastro quando Miss Woodhouse, trascurando le sue responsabilità, agisce egoisticamente.

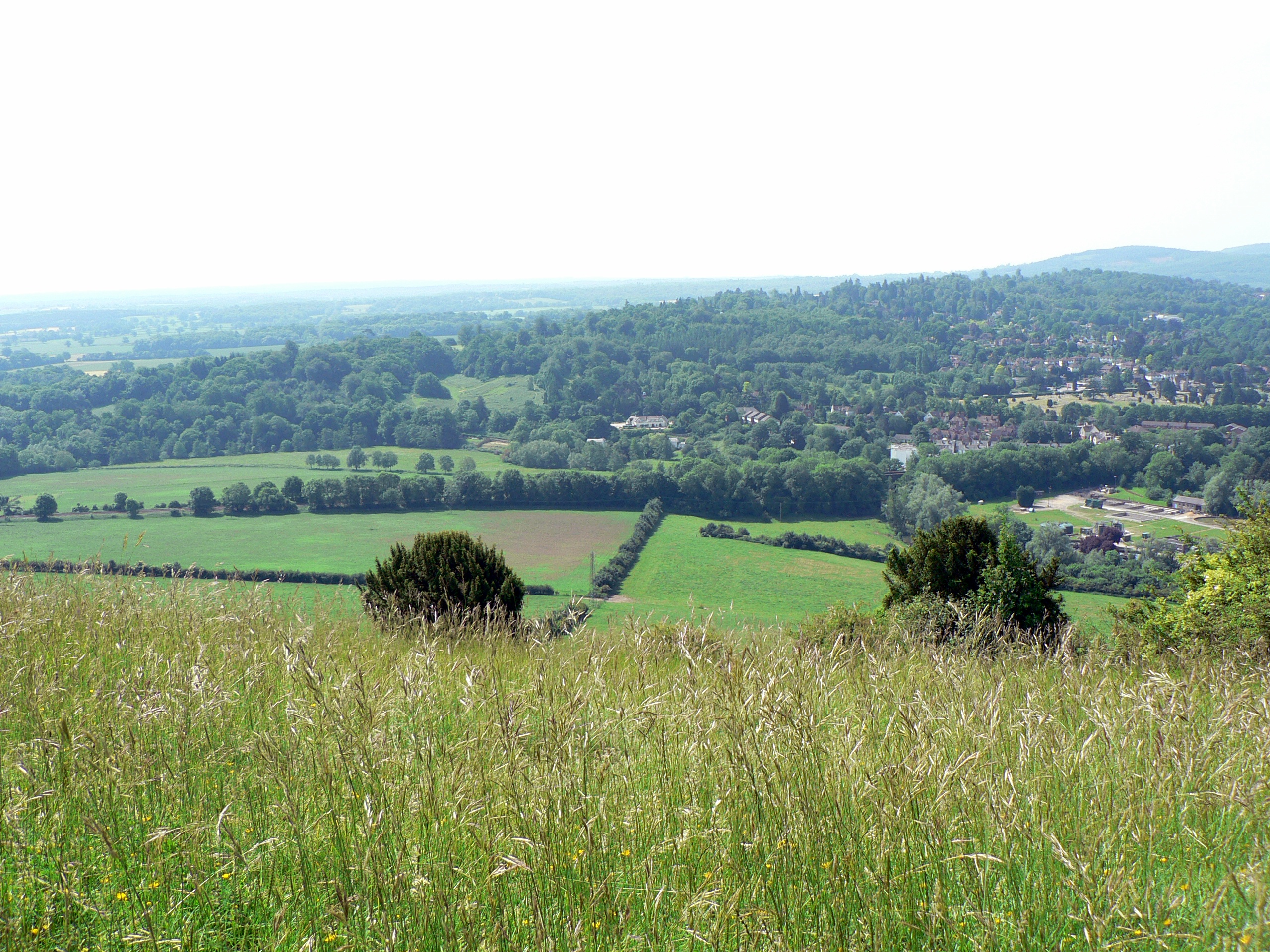
Paesaggio del Surrey visto da Box Hill.

##### Valore metaforico
Tutti i romanzi evocano un paesaggio di siepi e bocage, metafora della vita confinata e “recintata” che sopportano le giovani donne, ma storicamente legata al movimento delle recinzioni: Elinor preferisce tacere quando John Dashwood, per evitare di regalare un gioiello alle sue sorellastre, si lamenta del prezzo delle recinzioni, mentre lui accresce la sua fortuna partecipando a questo movimento che trasforma i terreni comunali aperti al pascolo libero in appezzamenti privati delimitati da siepi.
Henry Tilney, introducendo Catherine all'arte del disegno paesaggistico durante la loro passeggiata a Beechen Cliff con sua sorella, affronta un problema che sta sconvolgendo (a suo vantaggio) la vita della comunità agricola nel Gloucestershire, dove si trova la sua canonica, evocando "foreste, le loro recinzioni, terreni incolti, terreni della corona e governo".
I camminatori da Uppercross a Winthrop attraversano grandi recinti racchiusi da recinzioni e prendono sentieri fiancheggiati da siepi, consentendo ad Anne Elliot di origliare una conversazione essenziale tra Wentworth e Louisa ("Il capitano Wentworth e Louisa nella siepe dietro di lei").

### Proprietà

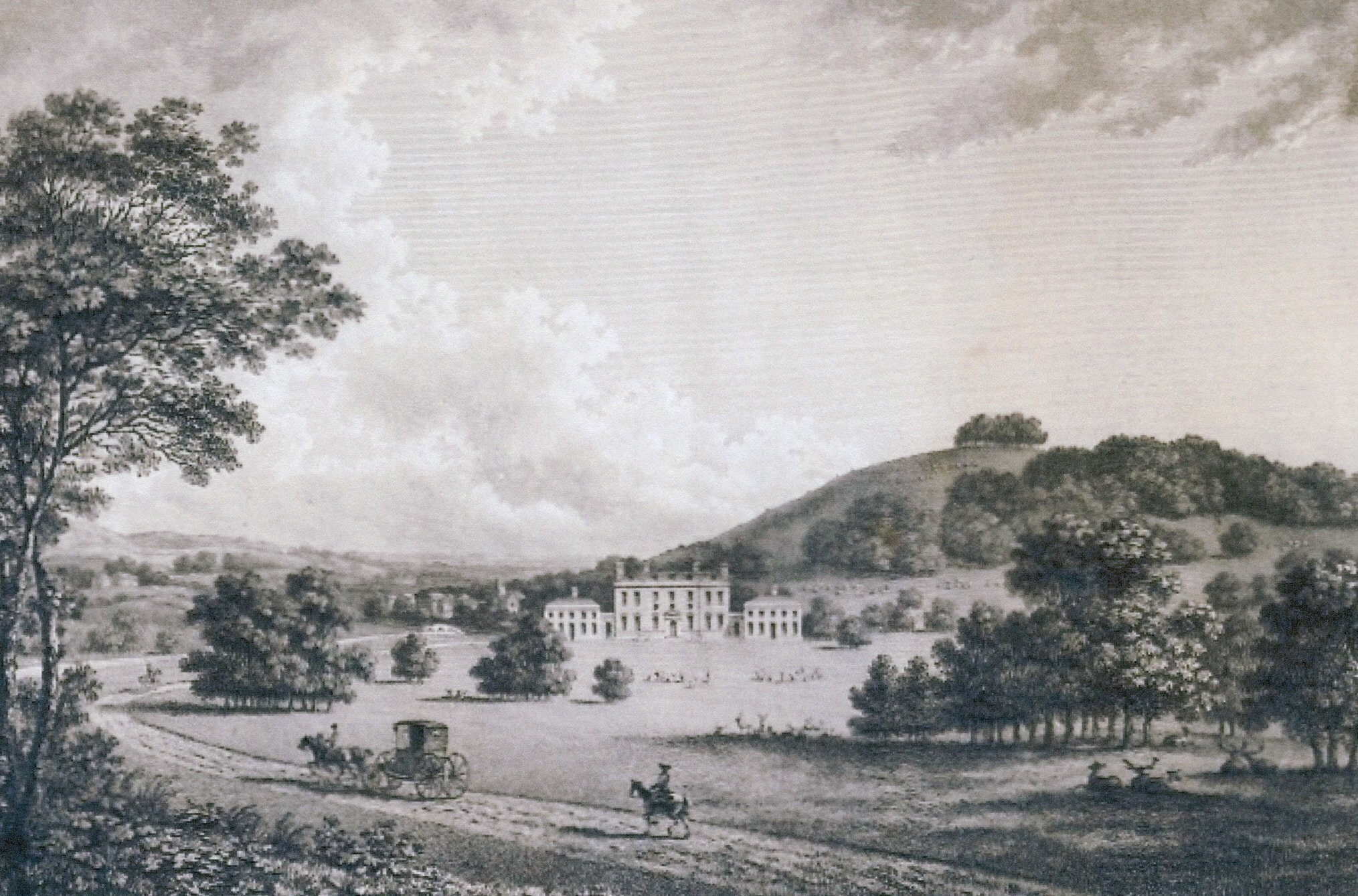
Godmersham Park, nel 1779. Jane vi soggiornò e potrebbe averne tratto ispirazione per Norland, Mansfield Park e persino Pemberley.

Jane Austen contrappone i proprietari terrieri le cui famiglie hanno posseduto e gestito le loro tenute per generazioni - di cui il signor Darcy e il signor Knightley sono gli archetipi - con i nuovi proprietari presuntuosamente ostentati che, nonostante redditi confortevoli, non riconoscono alcun obbligo né verso i loro parenti né verso i loro vicini. Questa ricca aristocrazia terriera, rappresentata da John Dashwood e dal generale Tilney, spende ingenti somme per abbellire le loro tenute, ha un rapporto fuorviante con il patrimonio e un approccio utilitaristico all'agricoltura; attraverso la pratica altamente redditizia delle recinzioni, hanno portato, dal 1790 in poi, al correlato impoverimento degli abitanti rurali.
In Ragione e sentimento, la romanziera contrappone Norland, i cui “miglioramenti” sono solo di moda, mostrando l’egoismo e la vanità del nuovo proprietario, con Barton e Delaford, le tenute di John Middleton e del colonnello Brandon, la cui disposizione è più in linea con la sua idea di una tenuta saggiamente gestita. Edward Ferrars ammirava i “boschi pieni di begli alberi [... i suoi] ricchi prati e le fattorie ordinate sparse qua e là” di Sir John. Delaford, prefigurando l’abbazia di Donwell, è, soprattutto, una tenuta autosufficiente, organizzata per consentire a coloro che dipendono da essa di vivere comodamente.

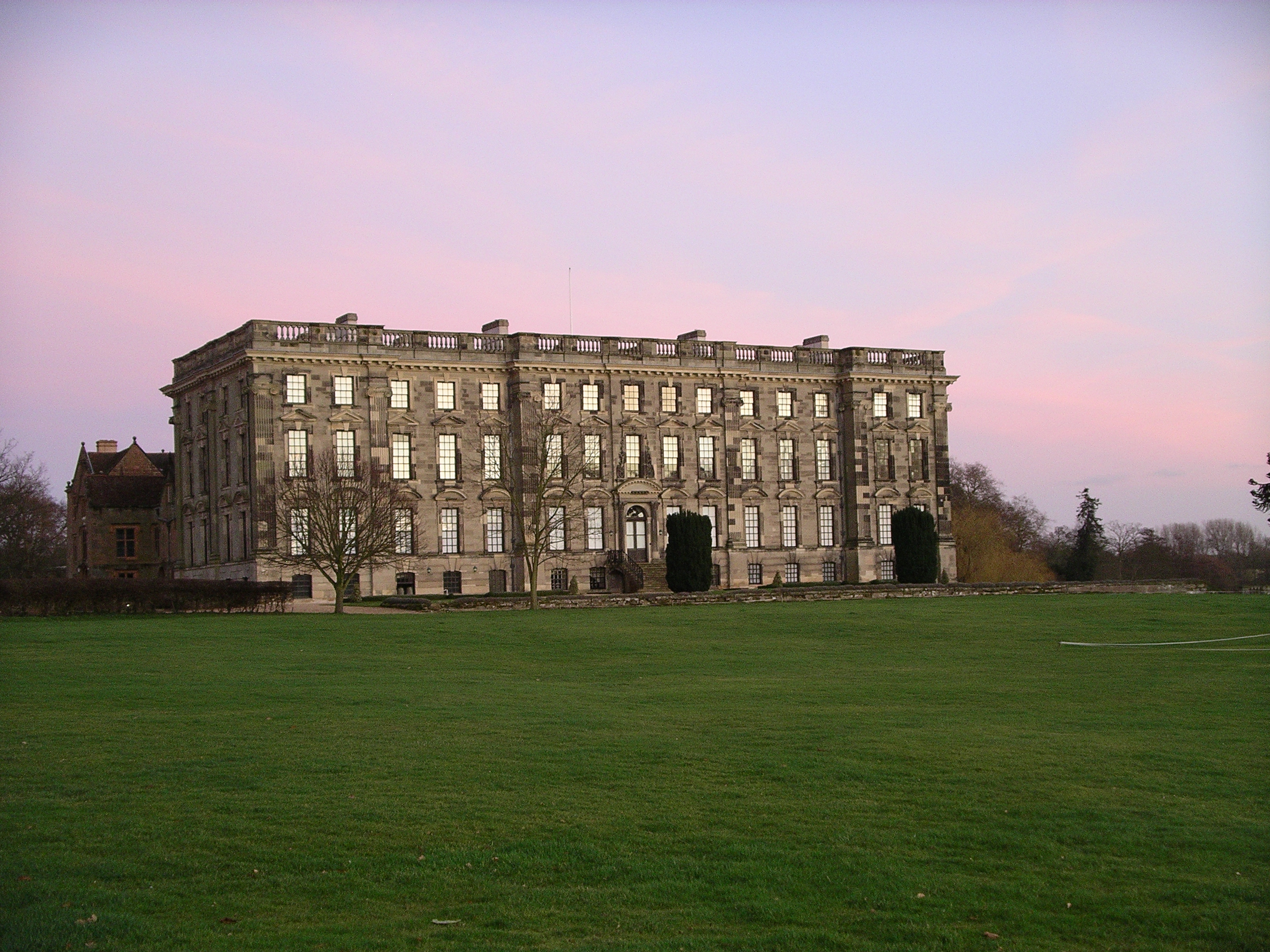
L'imponente facciata dell'abbazia di Stoneleigh, fonte di ispirazione per Sotherton.

Orgoglio e pregiudizio stabilisce una gerarchia tra le diverse tenute in cui soggiorna l'eroina: Longbourn, la piccola tenuta di Mr. Bennet, colpita da vincoli di proprietà, che è appena sufficiente a sostenere comodamente la sua famiglia; Netherfield, la cui locazione consente a Charles Bingley di apprendere i modi del padrone di casa; la "vistosa e inutilmente sontuosa" Rosings Park, che riflette perfettamente il carattere della sua proprietaria, Lady Catherine, compiaciuta, ostentata e piena di presunzione; e Pemberley, la più perfetta costruzione browniana del romanziere. La tenuta di Mr. Darcy, dove l'estetica riflette l'etica in un vero e proprio gioco di specchi, è un simbolo di equilibrio tra natura e cultura, il luogo utopico in cui, attorno a Darcy ed Elizabeth, può prosperare una società ideale e patriarcale, al riparo dalla meschinità e dalla vanità del mondo.
A Mansfield Park, Jane Austen, che fu testimone delle trasformazioni di Humphry Repton dell'Abbazia di Stoneleigh (una vasta dimora del Warwickshire ereditata nel 1806 dal reverendo Thomas Leigh, her mother's cousin), evoca la valorizzazione estetica delle grandi tenute di Sotherton da parte di Capability Brown e Humphry Repton, metafora della piccola, secolare nobiltà terriera che aveva iniziato a perdere il rispetto per la tradizione senza entrare veramente nel mondo moderno: definita una "vecchia prigione cupa" dal suo proprietario, che vuole modernizzarla, non si presta davvero a trasformazioni alla moda. La "casa moderna", Mansfield Park, le cui dimensioni e i cui abitanti spaventano così tanto Fanny Price al suo arrivo, e di cui solo la "East Room", il suo dominio esclusivo, il suo "nido accogliente", è descritta a lungo, vedrà il decadimento e il fallimento morale della famiglia Bertram, e dovrà la sua sopravvivenza solo a questo povero cugino il cui rifiuto di scendere a compromessi simboleggia la resistenza dei vecchi valori stoici dell'Inghilterra rurale.
Anche l'Abbazia di Donwell, la tenuta del signor Knightley tanto ammirata da Emma Woodhouse, raggiunge una sorta di perfezione spirituale e materiale: tutto lì simboleggia la perennità e la fecondità di un luogo al riparo dal cambiamento, tutto l'opposto dell'Abbazia di Northanger con i suoi ostentati e impersonali comfort moderni. A differenza di Norland, inoltre, dove, sfidando la tradizione e l'armonia naturale della tenuta, John Dashwood fece abbattere i venerabili alberi di noce per far posto a un giardino ornamentale e a una serra, nessuno pensò di abbattere i vecchi alberi che ombreggiano i suoi vialetti.
L'ultima tenuta presentata da Jane Austen, Kellynch Hall, dimora ancestrale degli Elliot, baronetti nel Somerset, è l'unica che il suo proprietario è costretto a lasciare e affittare. Dalla morte di Lady Elliot, che gestiva la proprietà con moderazione, Sir Walter e la sua figlia maggiore l'hanno portata alla rovina con la loro stravaganza. Il freddo e pomposo decoro della nobile residenza contrasta con la semplicità della "Big House" dei Musgrove a Uppercross, piena di vita e di allegro disordine. Anne Elliot osserva che l'ammiraglio Croft è un amministratore migliore del legittimo proprietario: la vanitosa e sterile nobiltà terriera, incapace di far fruttare la propria tenuta, ha abdicato a tutti i suoi doveri e sta ora cedendo il passo a un gruppo sociale emergente, che si è guadagnato la sua nuova posizione per merito e rappresenta il futuro.

### Luoghi
Jane Austen cita sia città reali che paesi immaginari, sebbene le posizioni siano sufficientemente precise da aver spinto alcuni ricercatori a fare grandi sforzi per trovare i luoghi da lei utilizzati per crearli. Tra le città reali, due svolgono un ruolo importante: Londra, che appare in quattro romanzi, e Bath negli ultimi due pubblicati. La scelta di luoghi reali perfettamente riconoscibili per la trama contribuisce al realismo dello spazio romanzesco di Austen, ma conferisce anche a questi luoghi un significato simbolico, favorevole all'interpretazione ideologica.

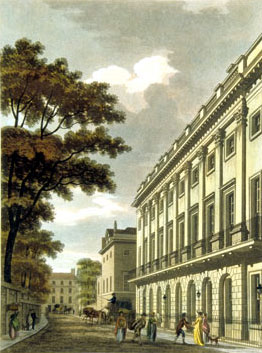
Il quartiere di Mayfair nel 1801

#### Londra, la città
Conosciuta semplicemente come “città”, la capitale culturale, artistica, finanziaria e politica stabilisce lo standard per la moda e lo status sociale. È di moda trascorrere lì la “Stagione”, di solito da gennaio ad aprile, poiché Londra è il luogo ideale per incontrare persone eleganti e importanti e per le giovani ragazze dell'alta società per fare il loro ingresso nel mondo.
In Ragione e sentimento, “la città” gioca un ruolo centrale. Molte scene si svolgono in aree perfettamente localizzate (Pall Mall, Drury Lane, le boutique di lusso di Piccadilly) intorno a Mayfair, il quartiere residenziale vicino a Hyde Park dove i ricchi cercavano di sfuggire alla puzza di East London. Jane conosceva bene la zona, avendo spesso visitato suo fratello Henry.
Ma nell'opera di Jane Austen, Londra incarna generalmente un mondo amorale, frivolo e snob, egoista e superficiale. È sia un luogo dove i segreti vengono alla luce, sia un mondo di tradimenti e bugie, dove le facciate cortesi mascherano l'aridità del cuore. Ragione e sentimento descrive un mondo di snob, dove le relazioni sociali sono governate da convenzioni e rituali la cui artificialità è ironicamente sottolineata. In Orgoglio e pregiudizio, la capitale è un luogo di confusione, dove i personaggi si incrociano senza incontrarsi, e un luogo di perdizione dove Lydia e Wickham si nascondono. In Mansfield Park, la città è corrotta e corruttrice, e Fanny Price la giudica severamente; Tom, mal guarito dalla caduta a Newmarket, si rovina la salute lì e si ammala gravemente; Mary Crawford ha beneficiato di un'educazione mondana lì e frequenta una società superficiale con una morale elastica; La signora Rushworth si diverte nei salotti alla moda prima di iniziare una relazione adultera con Henry Crawford.
I quartieri di Londra hanno connotazioni sociali, con ricchi e poveri, rentier e negozianti che vivono in settori diversi e impermeabili. Jane Austen colloca i suoi personaggi in quartieri appropriati alla loro situazione: i benestanti vivono a ovest, nei quartieri più nuovi tra Oxford Street e Regent's Park. Le ragazze Steele vivono modestamente più a est. La signorina Bingley, che vive nell'esclusiva Grosvenor Street, parla con disprezzo della zona di Cheapside dove il signor Gardiner ha i suoi uffici e la sua casa. Eppure è una casa allegra e amabile dove Jane Bennet sverna, Elizabeth fa tappa durante il suo viaggio nel Kent e Darcy viene a cena dopo il matrimonio di Lydia.
Highbury, dove vive Emma Woodhouse, è così vicina a Londra che è comune per i gentiluomini andarci a cavallo per la giornata: il signor Elton va a far incorniciare il ritratto di Harriet Smith; Frank Churchill adduce una visita dal suo parrucchiere per giustificare il suo viaggio, anche se il suo vero motivo è l'acquisto di un pianoforte. Il signor Weston potrebbe andarci per affari e tornare abbastanza presto per trascorrere la serata con gli amici. John Knightley e la sua famiglia vivono a Brunswick Square, un indirizzo piuttosto esclusivo. La sorella maggiore di Emma, Isabella, ha accolto Harriet Smith, che era venuta a Londra per farsi sistemare i denti, e suo cognato George Knightley, che sperava di alleviare il suo dolore.

#### Bath

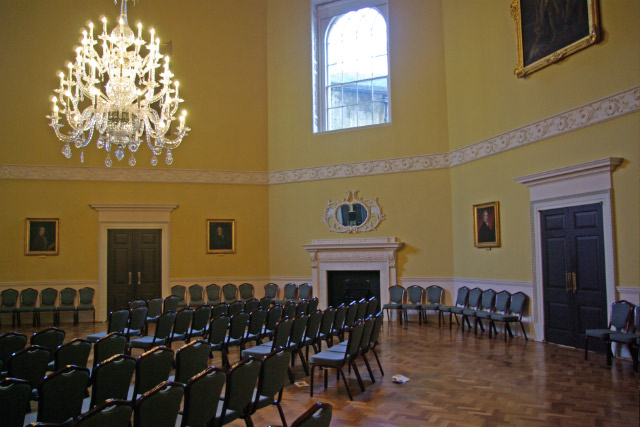
La “sala ottagonale” delle Sale delle Assemblee

Bath, una città turistica all'inizio del XVIII secolo, era associata a Richard "Beau" Nash (1674-1762), che supervisionò le sue attività sociali durante quel periodo. Verso la fine del secolo, il suo carattere cambiò con l'afflusso di nuovi individui ricchi e pensionati della classe media, attratti dalla sua reputazione, che iniziarono ad arrivare.
La città funge da ambientazione per la prima parte di Northanger Abbey e la seconda parte di Persuasione. Quando iniziò Susan, la futura L'abbazia di Northanger, nel 1798, Jane Austen aveva familiarità con Bath, avendo trascorso lì alcune settimane con sua madre e la sorella Cassandra Austen alla fine del 1797 con i Leigh-Perrot, che trascorrevano i mesi invernali al n. 1 Paragon Buildings. Jane e Cassandra si trasferirono lì definitivamente alla fine del 1800, quando il padre decise di ritirarsi. Continuarono a vivere lì dopo la sua morte, avvenuta il 21 gennaio 1805, in circostanze finanziarie difficili. Questa residenza prolungata a Bath coincise con la scrittura di Persuasione, il suo secondo romanzo ambientato nella città.

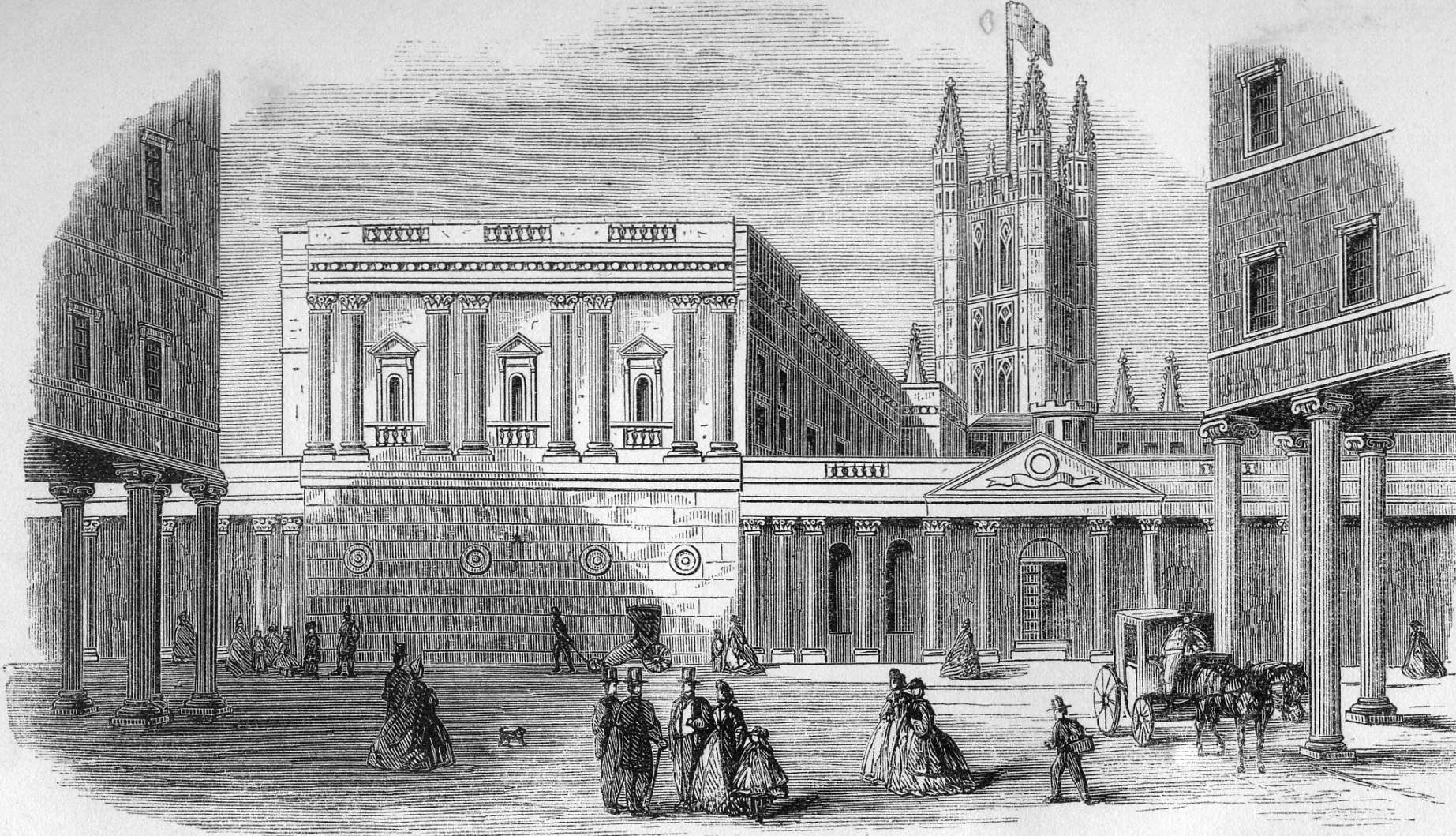
La Pump Room e l'ingresso ai bagni, metà del XIX secolo.

La vita a Bath, come descritta in L'abbazia di Northanger, è ritratta attraverso le attività sociali dei personaggi, con gran parte degli eventi del romanzo che si svolgono lì, durante la stagione sociale attiva. Gli Allen, accompagnati da Catherine Morland, si stabiliscono in Great Pulteney Street, sulla riva orientale dell'Avon. Catherine scopre le Upper Rooms, dove una grande folla le impedisce di accedere alla pista da ballo, e le Lower Rooms (poi distrutte da un incendio nel 1820), vicino alla Pump Room, dove alla fine balla con Henry Tilney. Fa anche gite nella campagna circostante, tra cui Blaize Castle con i Thorpes e Beechen Cliff con Henry ed Eleanor Tilney.

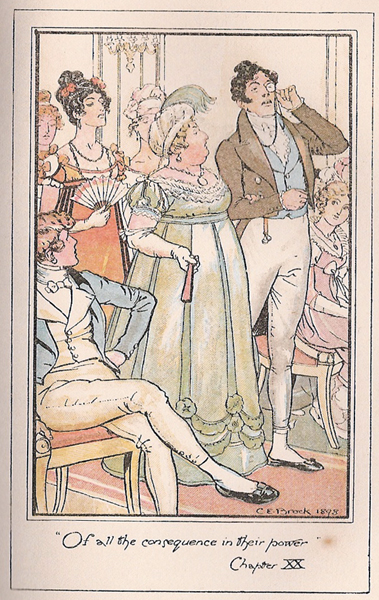
Sir Walter è raggiante mentre entra nella sala concerti al braccio di Lady Dalrymple (CE Brock, 1898).

In Persuasione, Sir Walter Elliot e i suoi cugini Dalrymple, che risiedono a Laura Place, non frequentano i luoghi di ritrovo più importanti di Bath, come le Upper Rooms o le Lower Rooms, fatta eccezione per un concerto tenutosi nelle Rooms per un individuo sostenuto da Lady Dalrymple. La Pump Room viene menzionata solo quando Mary Musgrove ne osserva l'ingresso dal White Hart, dove alloggiano i Musgrove. Le interazioni sociali di Bath nel romanzo coinvolgono un gruppo limitato di famiglie ricche e titolate che occupano specifiche aree residenziali.
Bath è sia una meta turistica che una città termale. Mentre, proprio come a Londra, le residenze hanno significative connotazioni sociali, la struttura compatta di Bath – spesso esplorata a piedi – incoraggia la mescolanza di diversi gruppi sociali, favorisce la creazione e la dissoluzione di reti sociali e consente incontri inaspettati. Ad esempio, Anne Elliot si riunisce con un ex compagno di scuola che ora è malato e finanziariamente rovinato, così come con Frederick Wentworth. Eliza Williams, la pupilla del colonnello Brandon, viene sedotta e in seguito abbandonata da Willoughby, mentre Catherine Morland incontra i Thorpe (anche se preferisce la compagnia dei Tilney). Nel frattempo, l'ambizioso signor Elton si reca a Bath in cerca di moglie e torna con Augusta Hawkins, la ricca figlia di una famiglia di nuovi ricchi.

#### Città di mare
Durante l'ascesa del Romanticismo, i paesaggi costieri guadagnarono popolarità e i bagni di mare iniziarono a mettere in ombra i trattamenti termali, portando allo sviluppo di resort lungo la costa meridionale dell'Inghilterra. Queste località divennero destinazioni per trattamenti di salute e vacanze estive. Questa tendenza è descritta nel romanzo incompiuto di Jane Austen, Sanditon.

#### Località balneari
La tradizione delle località balneari iniziò a Weymouth nel 1789 con l'arrivo di Giorgio III. Il Principe Reggente, tuttavia, prediligeva Brighton, dove commissionò la costruzione del Royal Pavilion all'inizio del 1800 come sua residenza estiva. La popolarità delle località balneari si riflette in due romanzi di Austen. In Emma, Frank Churchill si fidanza segretamente con Jane Fairfax durante il loro soggiorno a Weymouth. In Orgoglio e pregiudizio, Wickham, che aveva precedentemente tentato di fuggire con Georgiana Darcy da Ramsgate, fugge da Brighton con Lydia Bennet, che ha anche solo 15 anni. La giovinezza, l'ingenuità e la mancanza di un'adeguata supervisione rendono queste giovani ragazze vulnerabili allo sfruttamento. Per Jane Austen, il mare rappresenta un ambiente in cui i giovani, lontani dalle loro famiglie, formano legami nascosti, sconsiderati e socialmente pericolosi.

#### Portsmouth e Lyme Regis
Altre due città costiere occupano un posto speciale nell'opera di Austen: Portsmouth, dove i suoi due fratelli marinai furono educati, e Lyme Regis, dove lei soggiornò.

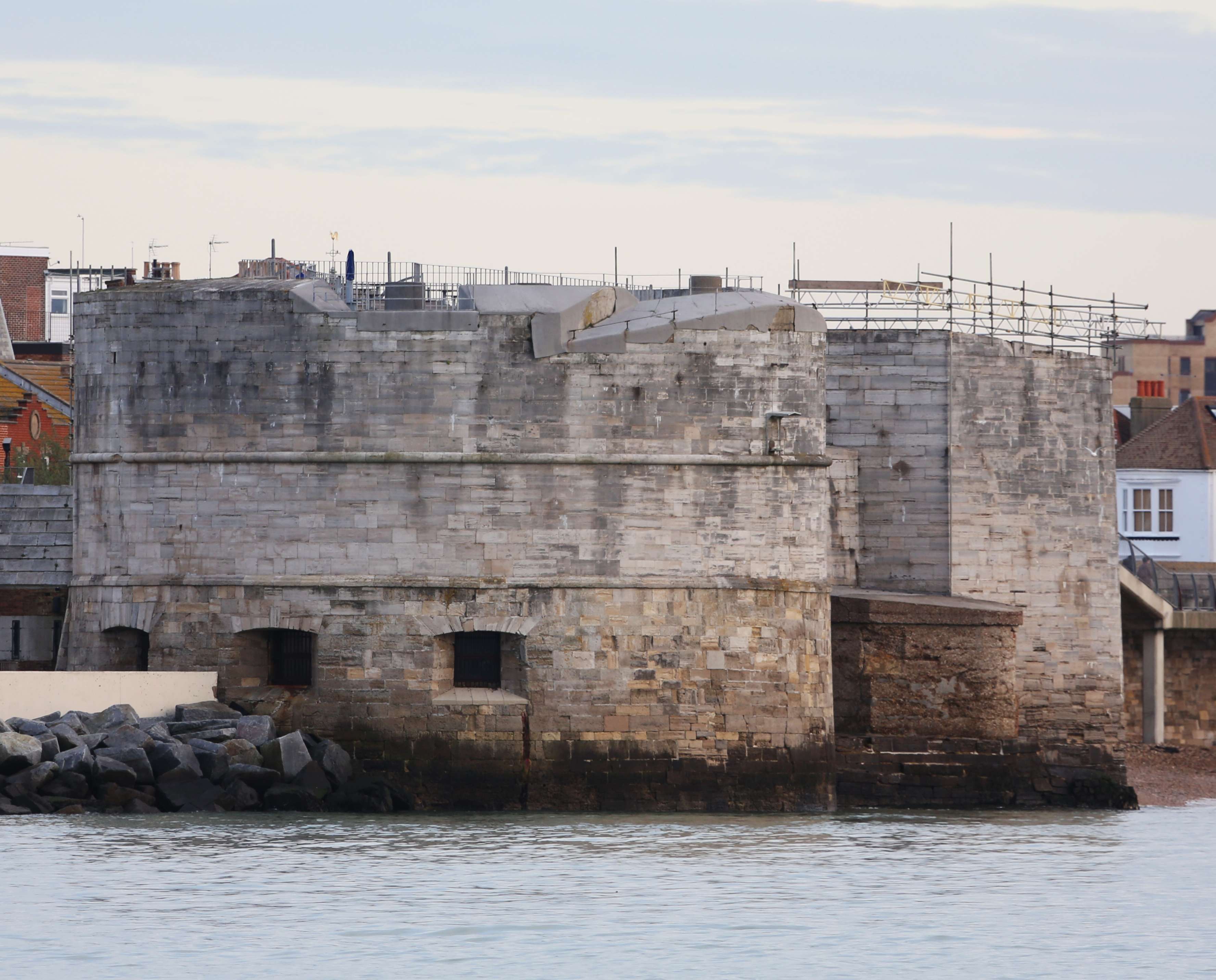
Foto della torre rotonda (e della batteria da 18 cannoni) vista da Gosport

##### Portsmouth
La città natale dell'eroina di Mansfield Park è un porto militare, descritto come sporco e mal drenato, eppure è un porto di acque profonde strategicamente vitale situato dietro uno stretto ingresso. Jane Austen conosceva la città attraverso le visite ai suoi fratelli durante il loro periodo alla scuola navale: Frank la frequentò dal 1786 al 1788 e Charles dal 1791 in poi.
Fanny Price, che ha lasciato la sua città natale con dolore all'età di dieci anni, vi ritorna a diciannove anni dopo essere stata mandata via dallo zio. Lui crede che poche settimane di disagio con la sua famiglia la convinceranno ad accettare la proposta di matrimonio di Henry Crawford. Austen non menziona esplicitamente che la città è una guarnigione in tempo di guerra, con tutti gli eccessi che ne conseguono – dettagli che sarebbero stati ben noti ai suoi contemporanei. Invece, Fanny osserva semplicemente che gli uomini sono maleducati, le donne impertinenti e tutti maleducati. Le difficoltà finanziarie della famiglia Price immergono Fanny in un mondo di sordida materialità, segnato da sporcizia, rumore e disordine. Questo soggiorno di tre mesi, tuttavia, le permette di apprezzare, per contrasto, il senso di appartenenza che prova a Mansfield Park.

##### Lyme Regis

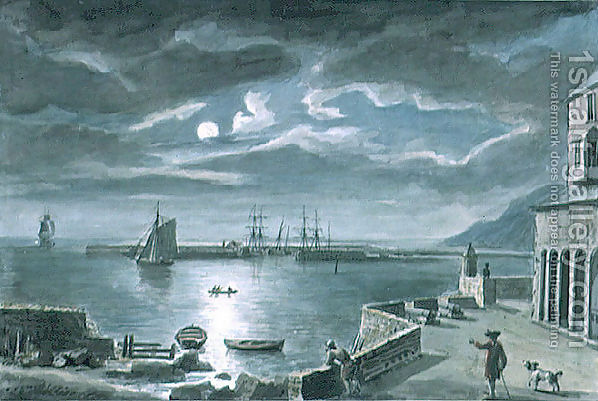
Il porto e il Cobb, Lyme Regis, Dorset, al chiaro di luna di Copplestone Warre Bamfylde

Questo porto di pescatori gioca un ruolo fondamentale in Persuasione: la passeggiata sul Cobb, dove Louisa subisce una grave caduta, segna un momento chiave del romanzo. Rivela a Frederick che Anne, ora 27enne, cattura ancora l'attenzione, consentendole al contempo di dimostrare la sua compostezza e risolutezza. Jane Austen visitò la regione in diverse occasioni: nel 1803, trascorse l'estate a Charmouth, nel Dorset, e in seguito visitò Lyme Regis a novembre. La famiglia tornò sulle coste del Devon e del Dorset nell'estate del 1804, soggiornando a Lyme Regis per alcuni giorni. All'epoca, Lyme era una città modesta e conveniente, accessibile alla classe media "senza la necessità di ostentazioni stravaganti o sacrifici per mantenere le apparenze". Non era una destinazione alla moda, il che consentiva al capitano Harville, che viveva con mezza paga, di trascorrere l'inverno lì con la moglie e i figli senza preoccuparsi delle aspettative della società. A differenza della rumorosa e disordinata casa dei Price nella parte bassa di High Street a Portsmouth, la piccola casa degli Harville “ai piedi del vecchio molo” è descritta come un luogo caldo e accogliente, caratterizzato da un’ospitalità generosa e senza pretese.

## Aspetti sociologici
Ai tempi di Jane Austen, la società inglese era ancora una società di classe altamente gerarchica, con classi sociali abbastanza rigide in cui l'individuo aveva uno status sociale assegnato: in cima alla scala, l' aristocrazia, poi la nobiltà e infine la gente comune.

### Una società basata sulle classi
L'aristocrazia è rappresentata, sebbene in una luce piuttosto negativa, principalmente attraverso il personaggio di Lady Catherine in Orgoglio e pregiudizio. L'attenzione di Jane Austen, tuttavia, si concentra maggiormente sulla tradizionale nobiltà terriera, che include sia individui titolati (come Sir John Middleton e Sir Walter Elliot) sia membri senza titolo di famiglie di lunga data (come Mr. Darcy e Mr. Knightley), nonché proprietari terrieri più recenti (come John Dashwood, il generale Tilney e Sir Thomas Bertram). Tra i popolani, Austen ritrae i "nuovi ricchi" - individui ricchi che hanno accumulato le loro fortune attraverso la Rivoluzione industriale (ad esempio, i Gardiner e i Bingley) - e ufficiali della Royal Navy arricchiti dal bottino di guerra (ad esempio, l'ammiraglio Croft e Frederick Wentworth). Include anche figure come Robert Martin, un contadino associato al signor Knightley, e giovani donne povere (ad esempio, le sorelle Steele e la signorina Fairfax), i cui cognomi spesso alludono alle loro origini modeste: la signorina Taylor (sarta) e Harriet Smith (fabbro). In particolare, la classe operaia e i domestici rimangono in gran parte invisibili nelle sue narrazioni.

#### Il mondo maschile

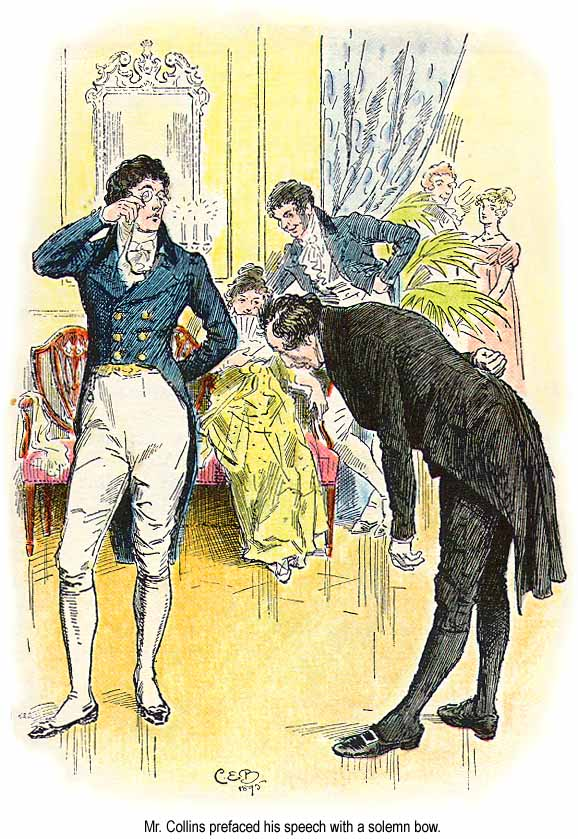
Illustrazione di C.E. Brock per l'edizione del 1895 del romanzo Orgoglio e pregiudizio di Jane Austen (capitolo 18)

In questo ristretto universo sociale, le prospettive dei gentiluomini sono limitate: il membro più anziano della famiglia è l'unico erede, il che generalmente lo esenta dal cercare una professione, e la sua posizione sociale è tanto più elevata quanto più consistente è il reddito delle sue proprietà: quindi, Mr Darcy e Mr Knightley hanno una posizione sociale privilegiata. I cadetti, come la gente comune, devono guadagnarsi da vivere, nella Chiesa, nella magistratura o nell'esercito; John Knightley è un avvocato, alcuni sono ex ufficiali (Sir John Middleton, il colonnello Brandon, il generale Tilney) o in servizio attivo: Fitzwilliam, il figlio più giovane di un Lord, è un colonnello, Wickham è un tenente di fanteria e Wentworth un capitano della Royal Navy.
La professione di ecclesiastico è l'unica che ricorre in tutti i romanzi di Jane Austen, a testimonianza della familiarità della sua famiglia con questa professione. Personaggi come il signor Collins in Orgoglio e pregiudizio, Edward Ferrars in Ragione e sentimento, Henry Tilney e il signor Morland in L'abbazia di Northanger, ed Edmund Bertram e il dottor Grant in Mansfield Park forniscono varie rappresentazioni di questa professione. Anche in Emma (con il signor Elton) e Persuasione (con Charles Hayter), gli ecclesiastici compaiono tra i personaggi secondari.
Tuttavia, il ritratto che Austen fa del clero è tutt'altro che indulgente. Mentre Edmund Bertram, che entra in chiesa per genuina vocazione e convinzione religiosa, prende sul serio le sue responsabilità nei confronti dei suoi futuri parrocchiani, il signor Collins esemplifica ciò che un ecclesiastico non dovrebbe essere: ossequioso verso i potenti e arrogante verso i deboli. Henry Tilney, sebbene mondano e esperto di moda, trascorre gran parte del suo tempo lontano dalla sua parrocchia, persino in vacanza a Bath, un riflesso della mancanza di impegno che alcuni membri del clero hanno mostrato nei confronti delle loro congregazioni. Il dottor Grant, un bon vivant indolente e autoindulgente la cui preoccupazione principale è il buon cibo (una preoccupazione che alla fine si rivela fatale), incarna il Sybaritic. ecclesiastici del XVIII secolo, noti per il loro amore per il lusso e la buona tavola. Questo aspetto della professione, ampiamente criticato all'interno della Chiesa d'Inghilterra, sottolinea anche i pregiudizi di Mary Crawford nei confronti del clero.
L'autrice è altrettanto critica nei confronti dei figli di famiglie benestanti che, come Tom Bertram, vivono in modo stravagante e mettono a repentaglio la stabilità finanziaria della propria famiglia. Allo stesso tempo, Austen dimostra una profonda consapevolezza dei cambiamenti sociali e ritrae alcuni gruppi sociali, spesso soggetti a pregiudizi ostili, in una luce positiva. Ad esempio, presenta favorevolmente i mercanti in Orgoglio e pregiudizio attraverso i Gardiner e gli agricoltori in Emma attraverso Robert Martin. In Persuasione, i marinai sono particolarmente celebrati e onorati, un sottile tributo ai suoi due fratelli, Francis e Charles, che prestarono servizio come ufficiali di marina.

#### Relazioni sociali codificate

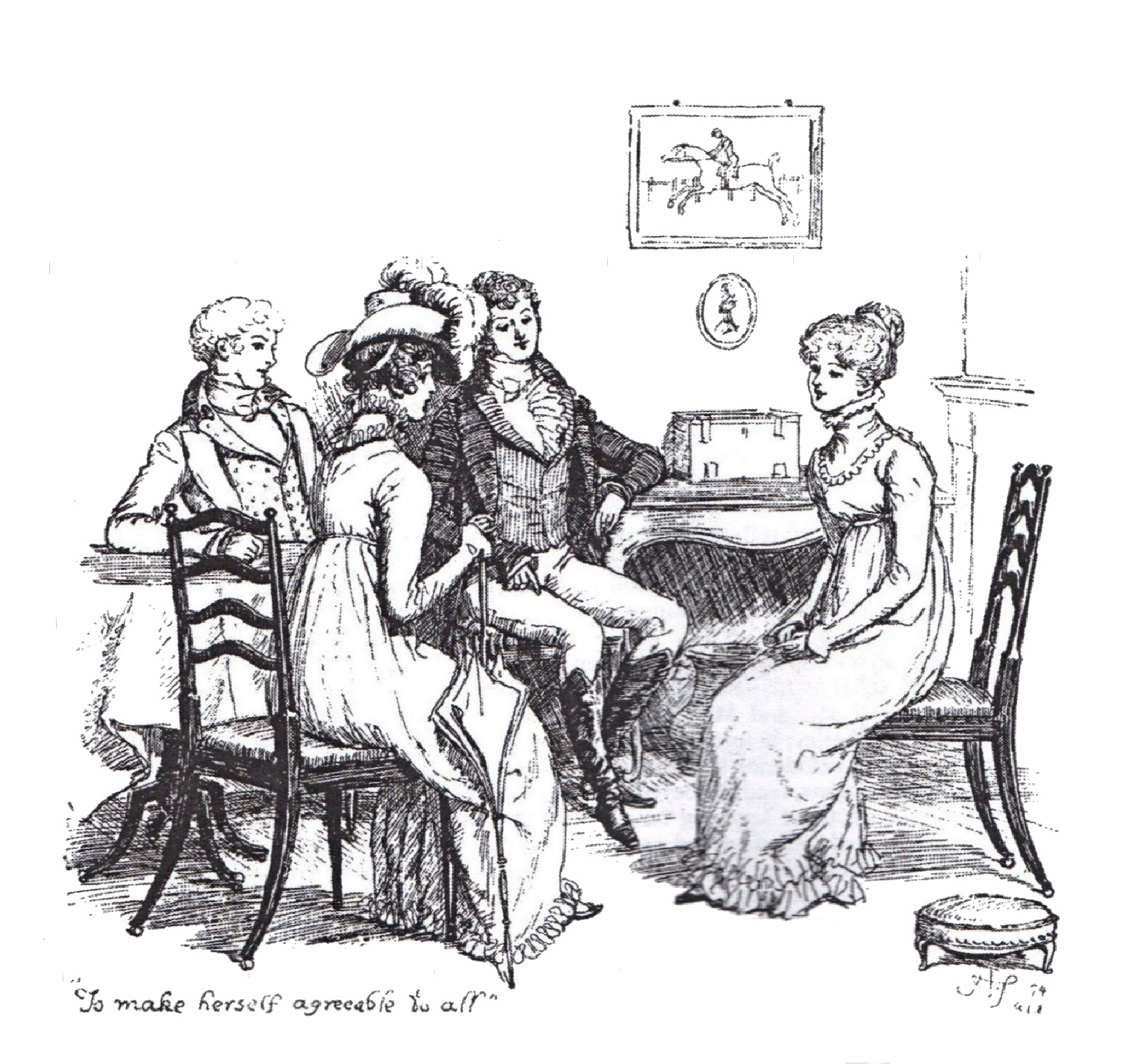
Orgoglio e pregiudizio, capitolo 44: A Lambton, i visitatori sono tutti propensi a favorire Elizabeth.

Le relazioni sociali nel mondo di Austen sono regolate da norme codificate, precetti e regole di decoro. Trasgredire queste regole è visto, nella migliore delle ipotesi, come una violazione delle buone maniere e, nella peggiore, come una vera e propria maleducazione. Ad esempio, non ci si rivolge a una persona di rango superiore senza una presentazione adeguata, come fa il signor Collins; una giovane donna non scrive a un uomo che non sia né un parente né il suo fidanzato, come fa Marianne Dashwood; e Mary Musgrove, figlia di un baronetto, si offende quando la suocera senza titolo non le si sottomette. Anche la gerarchia all'interno della famiglia è definita. Una donna sposata ha la precedenza su una donna nubile, anche se quest'ultima è più anziana, come ricorda Lydia Wickham a Jane Bennet. Allo stesso modo, Emma Woodhouse, pur consapevole della sua posizione sociale, inizia a sentirsi a disagio per il suo stato di nubile a causa della sciocca vanità della moglie del pastore, alla quale ora deve cedere la precedenza semplicemente perché è sposata.
Qualunque sia il suo status originario, una donna assume quello dell'uomo che sposa, poiché lo status sociale di una donna è determinato da quello di suo padre, finché è single, e poi da quello di suo marito, come mostrato in Mansfield Park dalla differenza di status delle tre sorelle Ward, sposate in sfere sociali molto diverse, e dai percorsi divergenti intrapresi dai loro figli.
Uomini e donne, vivendo in sfere separate, si incontrano solo in occasioni sociali: visite, feste, balli, concerti o incontri più intimi, tè o cene in cui gli ospiti si aggiungono ai membri della famiglia; è in tali incontri che Brandon fa la conoscenza di Marianne Dashwood e Edward Ferrars e di Elinor; lo stesso vale per Elizabeth Bennet e Mr. Darcy, Franck Churchill ed Emma Woodhouse, Catherine Morland e Henry Tilney.
L'arrivo di un estraneo in un gruppo consolidato crea uno imbalance: L'arrivo dei Bingley e dei Darcy a Meryton, dei Crawford a Mansfield, di Franck Churchill a Highsbury e di Frederick Wentworth a Kellynch sconvolge la società locale e porta a molte speculazioni, soprattutto matrimoniali.

### Tipi sociologici
Ciò che affascina Jane Austen sono le intricate dinamiche della piccola società che osserva con acuta intuizione. Si diletta nell’identificare debolezze umane come lo snobismo, l’ipocrisia, la vanità, l’avidità e la ricerca del prestigio o della ricchezza, senza offrire alcuna clemenza verso l’orgoglio sprezzante o la follia. Come notarono Kate e Paul Rague nel 1914, i suoi personaggi sono “come quelli che incontriamo ogni giorno, non possedendo né virtù straordinarie né vizi eccezionali”.

#### Una "commedia umana" in miniatura
L'arte di Jane Austen si basa sul dialogo, quei “meravigliosi piccoli discorsi che riassumono, in pochi minuti di chiacchiere, tutto ciò di cui abbiamo bisogno per conoscere un [personaggio] per sempre”, come diceva Virginia Woolf. I suoi racconti, eredi della commedia inglese del XVIII secolo e antesignani dell'approccio al mondo di Balzac nella Comédie humaine, sono piccole commedie in due o tre atti, corrispondenti ai due o tre volumi delle edizioni originali.
La versione di Jane Austen della “commedia umana” include tipi universali come l’ ingenua (Catherine Morland, Harriet Smith), la civetta (Isabella Thorpe, Lydia Bennet), il millantatore (John Thorpe), il padre nobile (Sir Thomas), il despota o tiranno domestico (il generale Tilney, Lady Catherine de Bourgh, la signora Ferrars), la chiacchierona più o meno sciocca (la signora Allen, la signora Palmer, la signora Bennet, la signora Norris, la signorina Bates), l’ipocrita meschino e manipolatore (Lucy Steele nel genere diabolico, o la più arrogante Caroline Bingley), e altri più tipicamente inglesi come il libertino (Willoughby, George Wickham, Henry Crawford), e il dandy (Robert Ferrars, persino Sir Walter Elliot). Tuttavia, le piace variare le ambientazioni in cui si evolvono e sfumare i suoi personaggi.
Utilizza anche lo stereotipo della coppia disadattata, comico nel caso dei Palmer e dei Middleton, con puntate più drammatiche nel caso dei Bennet, e l'associazione di personaggi opposti: Elinor e Marianne Dashwood, Jane ed Elizabeth Bennet, Fanny Price e Mary Crawford, Darcy e Wickham (o Darcy e Bingley).

#### Un'ispirazione familiare

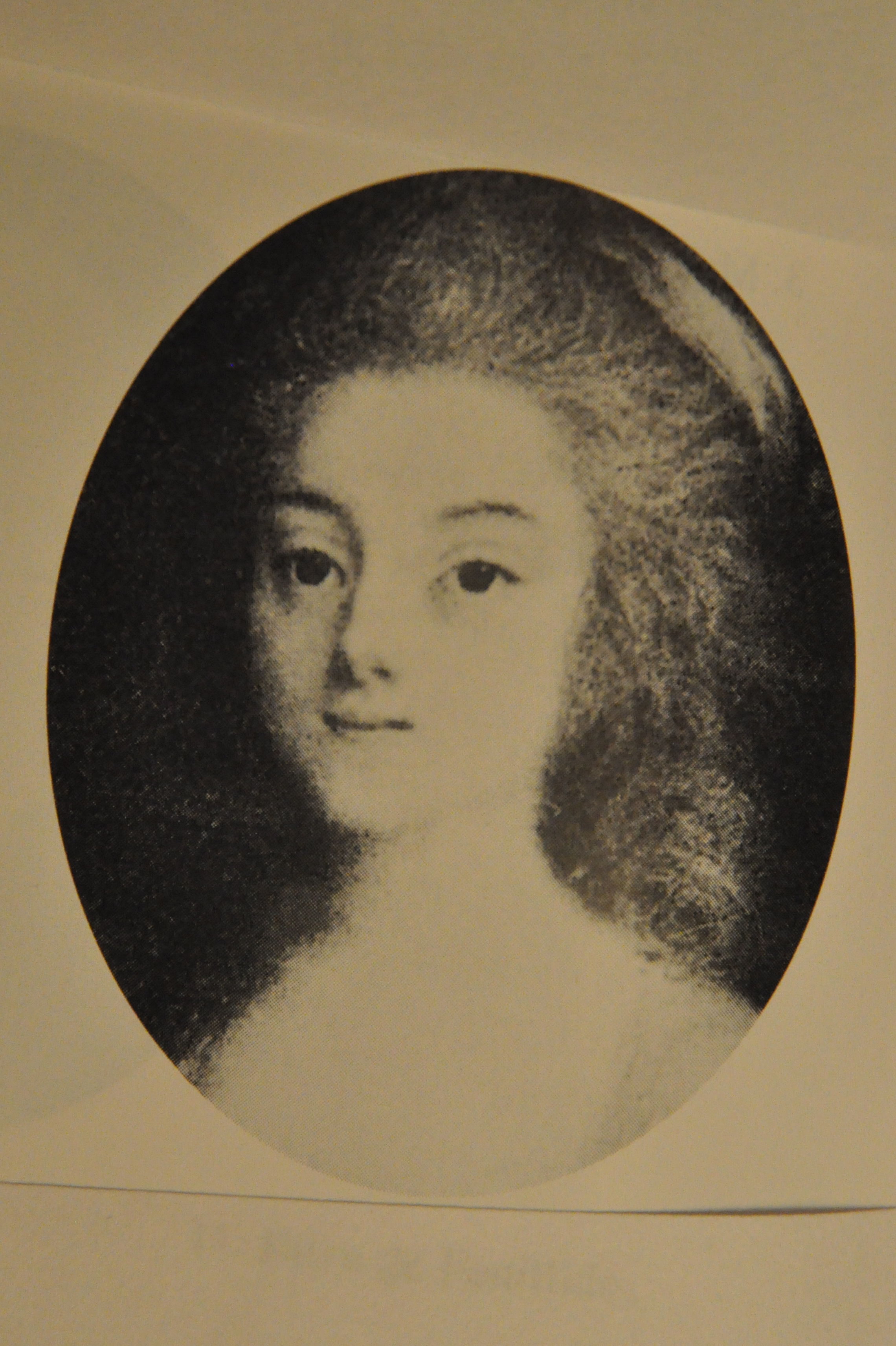
Eliza Hancock, l'attraente cugina "francese"

È stato a lungo accettato che Jane Austen abbia tratto ispirazione dalle persone che conosceva, in particolare dalla sua famiglia, per creare i suoi personaggi. Ad esempio, Eliza de Feuillide ha probabilmente ispirato Mary Crawford, una donna mondana amante di Londra, equestre e suonatrice d'arpa. I suoi fratelli, che prestarono servizio in marina, fornirono la base per personaggi come William Price e il Capitano Wentworth. Lo stretto legame che condivideva con la sorella Cassandra si riflette nelle coppie di sorelle nei suoi romanzi – come Elinor e Marianne Dashwood, Jane ed Elizabeth Bennet e Henrietta e Louisa Musgrove – dove la sorella maggiore, proprio come Cassandra, è ritratta come calma, razionale e riservata, mentre la sorella minore è più vivace e, a volte, testarda. Inoltre, i numerosi personaggi ipocondriaci nelle sue opere, che sfruttano i loro presunti disturbi, potrebbero essere stati ispirati dalla madre. Tuttavia, la stessa Austen negò di aver semplicemente ritratto i suoi conoscenti, affermando: “Sono troppo orgogliosa dei miei signori per ammettere che siano solo il signor A o il colonnello B.”

#### Uomo onesto e libertino
Nel contesto del romanzo di apprendistato, l'eroina deve imparare a scegliere il partner giusto, e a non lasciarsi attrarre dal cattivo ragazzo dal fisico vantaggioso e dalle parole allettanti; eppure la loro educazione non prepara le giovani ragazze a resistere alle sollecitazioni dei libertini, mentre gli uomini onesti sono generalmente esseri molto ordinari, persino fallibili nonostante le loro qualità del cuore, ad eccezione di Darcy (ma le sue qualità sono nascoste per molto tempo) e Wentworth (ma non viene riconosciuto per il suo vero valore finché non è ricco). Così, Willoughby e Wickham sono dei goditori amorali di cui l'eroina si innamora un po' troppo in fretta e indiscriminatamente, e Franck Churchill, un manipolatore senza scrupoli di cui Emma si infatua solo sentendone parlare. Se Henry Crawford e William Elliot, cinici ed epicurei amanti del piacere, non riescono a superare la resistenza dell'eroina, è perché il suo cuore è già preso.
Elinor Dashwood ha riconosciuto il valore morale del timido Edward Ferrars, nonostante le sue debolezze, e Fanny Price nutre un affetto profondo, seppur lucido, per il cugino Edmund Bertram; ma è nella conversazione in cui Harville e Anne Elliot parlano di amore indefettibile e costanza, sentimenti che vanno oltre l'attaccamento romantico, che Jane Austen rivela chiaramente come considera le qualità del cuore che presta ai suoi gentiluomini, qualità senza le quali un essere umano è, ai suoi occhi, una specie di infermo.

#### Eroine, eroine alternative e falsi amici
Nel descrivere un mondo incentrato sulle donne, la scrittrice presta attenzione alla caratterizzazione dei suoi personaggi femminili. Sebbene le sue eroine siano distinte, condividono un comune amore per la lettura, sebbene le loro preferenze varino ampiamente: dai romanzi gotici (Catherine Morland) alla poesia (Marianne Dashwood, Fanny Price, Anne Elliot).
Come osserva Marilyn Butler, eroine alternative come Jane Bennet e Charlotte Lucas in Orgoglio e pregiudizio, e Jane Fairfax e Harriet Smith in Emma, fungono da figure contrastanti che consentono ai lettori di fare confronti. Nel frattempo, i falsi amici fungono da contraltare: Lucy Steele, ad esempio, cerca di ferire Elinor rivelando il suo fidanzamento segreto con Edward Ferrars, sebbene Elinor mantenga la sua compostezza. Il comportamento volubile di Isabella Thorpe aiuta Catherine Morland a distinguere tra amicizia genuina e superficiale. L'atteggiamento condiscendente di Caroline Bingley inganna temporaneamente la fiduciosa Jane Bennet, mentre Mary Crawford rappresenta una pericolosa rivalità per Fanny Price. Le sorelle di Anne Elliot, una caratterizzata da uno snobismo pretenzioso e l'altra da un meschino egotismo, evidenziano ulteriormente le sue virtù. Come osserva Christine Jordis, "è chiaro che Jane Austen deve aver incontrato tali personalità ed esserne stata esasperata".

### Denaro e classi sociali
Per tutta la vita, Jane Austen soffrì di mancanza di denaro, e il periodo in cui sono ambientati i suoi romanzi è favorevole all'importanza del denaro: l'economia stava subendo lo shock delle guerre straniere e di un'inflazione prima sconosciuta, con periodiche crisi economiche. Questa situazione era tanto più instabile in quanto era accompagnata da un rapido cambiamento nella distribuzione della ricchezza, con lo sviluppo del settore commerciale, mentre i grandi proprietari terrieri si arricchivano grazie allo sviluppo dell'agricoltura moderna. Il denaro gioca un ruolo essenziale, tanto che i redditi annuali dei personaggi principali sono sempre noti al lettore, talvolta accompagnati da numerosi dettagli sulla loro futura situazione finanziaria. Così, l'introduzione di Bingley e Darcy (in Orgoglio e pregiudizio), del colonnello Brandon (in Ragione e sentimento), del signor Rushworth e del signor Crawford (in Mansfield Park) è accompagnata dall'annuncio dei loro redditi, che suscita tanto interesse quanto la loro stessa persona.

#### Gerarchia dei redditi

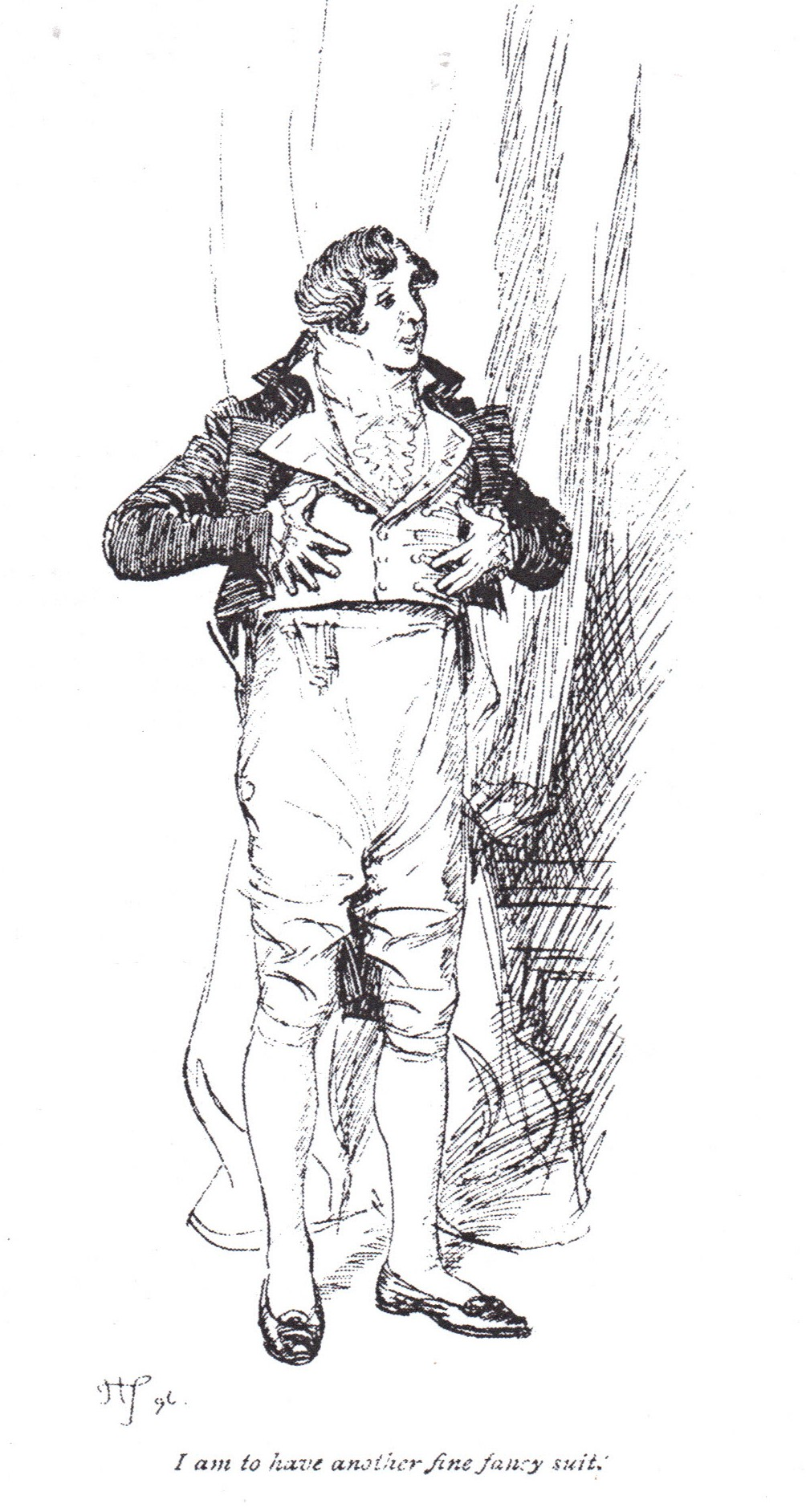
Mansfield Park, capitolo 14: il goffo James Rushworth vede, nel ruolo teatrale assegnatogli, solo il piacere di avere un bel vestito. (Illustrazione di Hugh Thomson).

Tutti i romanzi di Jane Austen descrivono una gerarchia finanziaria che implica stili di vita molto diversi, dai ricchi proprietari terrieri che vivono nel lusso e a volte esagerano, alle povere vedove di preti e alle loro figlie nubili che lottano per arrivare a fine mese, poiché la gamma di redditi presentata è molto ampia.
I redditi dei sacerdoti sono i più modesti. Il tenore di vita della canonica di Delaford che Brandon offre a Edward Ferrars è di sole 200 sterline. La cura di Edmund Bertram a Thornton Lacey è stimata intorno alle 750 sterline, mentre la cura di Mansfield ne frutta quasi 1.000. Henry Tilney era il più ricco, avendo ereditato la "considerevole fortuna" della madre oltre al reddito della sua cura a Woodston.
Poi ci sono le tenute, o almeno quelle i cui redditi sono specificati. Mentre Combe Magna frutta solo 600 sterline a Willoughby, Delaford (tenuta di Brandon), come Longbourn (tenuta di Mr Bennet), frutta 2.000 sterline. Il reddito proveniente dalle tenute di John Dashwood (Norland), Henry Crawford (Everingham) e senza dubbio George Knightley (Abbazia di Donwell) ammonta a 4.000 sterline; questa è la somma disponibile annualmente per Charles Bingley, il cui capitale di 100.000 sterline verrà poi investito nell'acquisto di una tenuta non lontano da Pemberley. Mr Darcy, con 10.000 sterline da Pemberley, e James Rushworth, con 12.000 sterline da Sotherton, sono gli unici con un reddito eccezionale.
In Ragione e sentimento, il tema del denaro occupa un posto speciale, poiché gli atteggiamenti verso il denaro dei vari personaggi del romanzo e le loro idee di ricchezza e del suo potere sono particolarmente sviluppati. John Dashwood e sua moglie hanno a disposizione 6.000 sterline all'anno, ma le sorellastre di John e la loro madre vivono in un agio mediocre con sole 500 sterline. Elinor e Marianne Dashwood hanno aspettative diverse sul denaro. Marianne stima la "mera competenza" tra 1.800 e 2.000 sterline all'anno, mentre Elinor considera 1.000 sterline come "ricchezza". Marianne sposerà Brandon (che ha 2.000 sterline a suo nome), mentre Elinor vivrà con circa 800 sterline dopo il suo matrimonio con Edward Ferrars alla Delaford Rectory.

#### Situazione finanziaria e rilevanza sociale
Se, in questa società altamente pragmatica, il denaro è una preoccupazione importante per la maggior parte dei personaggi, l'unica rendita che considerano degna di interesse rimane il reddito fondiario, poiché la nobiltà terriera è ancora considerata al vertice della scala sociale. Il reddito derivante dal commercio è generalmente considerato meno rispettabile della ricchezza derivante dalla proprietà terriera o dalle rendite statali (al 5%).
Jane Austen allude spesso ai vari modi di assicurarsi o aumentare la propria fortuna: tratta con ironia lo snobismo dei suoi personaggi che disprezzano coloro che sono socialmente inferiori a loro (Lady Catherine de Bourgh, Sir Walter Elliot), così come il comportamento di coloro la cui unica preoccupazione è arricchirsi ulteriormente (John Dashwood, il generale Tilney o il signor Elliot); d'altra parte, fa sì che i Gardiner, che vivono modestamente "da qualche parte vicino a Cheapside", accolgano calorosamente i visitatori a Pemberley. Allo stesso modo, il semplice contadino Robert Martin è tenuto in grande stima dal suo padrone di casa, il signor Knightley, e gli ufficiali della Marina, arricchiti dalla guerra, sono presentati come cuori nobili, franchi e cordiali.

#### I "buoni"

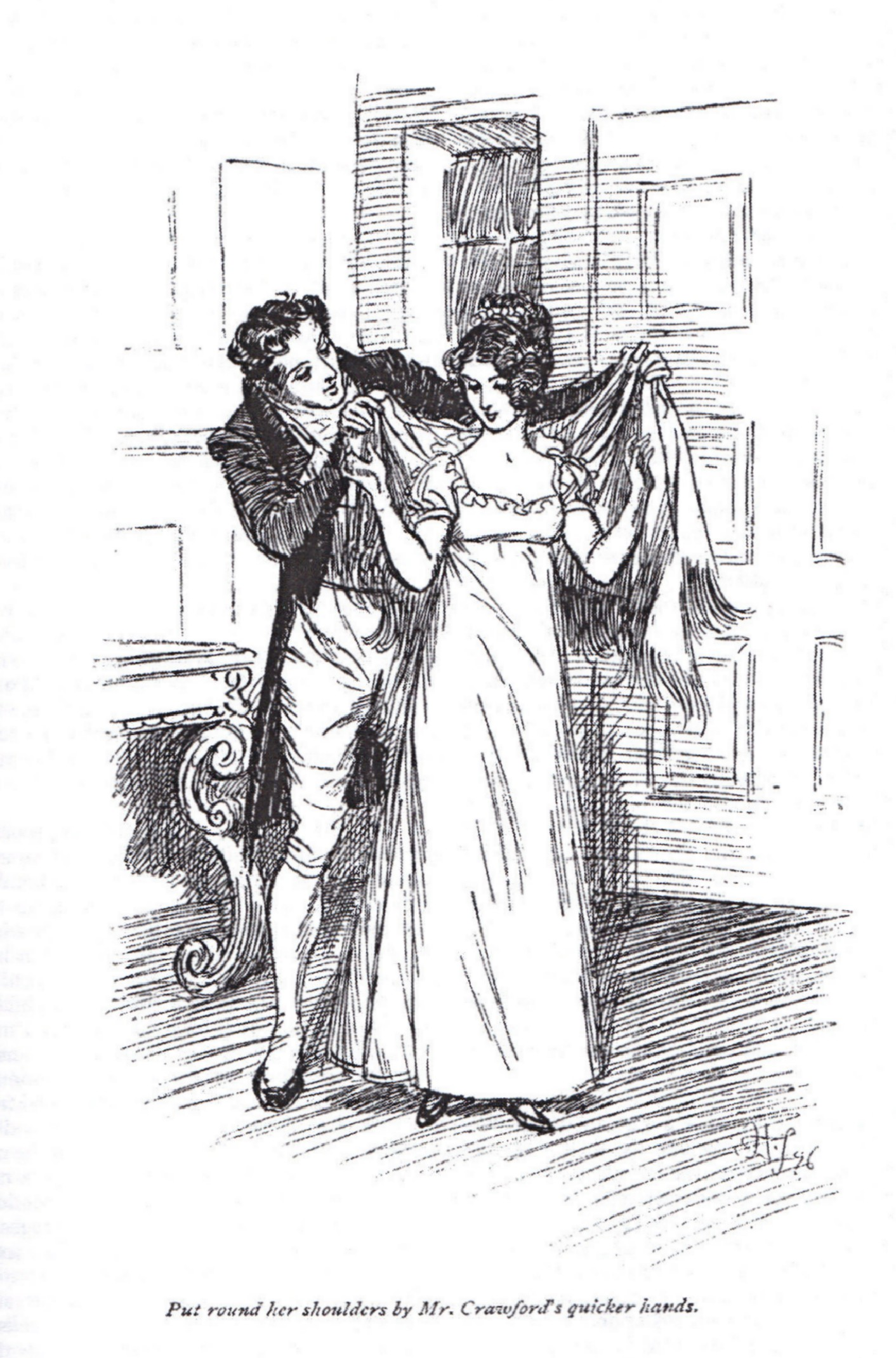
I Bertram osservano il ricco Henry Crawford corteggiare Fanny, la cuginetta povera (frontespizio di Hugh Thomson per Mansfield Park, 1897).

La ricchezza dei proprietari non è generalmente indicata (ad esempio, la fortuna di John Middleton o Sir Bertram è sconosciuta), ma quella dei potenziali generi è attentamente stimata dalle madri ansiose di dare in sposa le proprie figlie. Quindi, quando un nuovo gentiluomo si unisce a un gruppo sociale, l'attenzione è su ciò che "vale" come persona, ovviamente, ma soprattutto in termini di reddito: più è agiata la sua fortuna, più è probabile che venga visto come avvicinabile, persino amabile. I nuovi inquilini di Netherfield sono quindi valutati dalla gente di Meryton in base al loro reddito: per primo Darcy, che si dice valga 10.000 sterline, è ammirato, seguito dal più amabile Bingley, che si dice valga 4.000 o 5.000 sterline. Il signor Collins, da parte sua, immagina di tentare Elizabeth insistendo molto sulla sua buona situazione e sui suoi rapporti con Lady Catherine. Charlotte Lucas non fa mistero del fatto che ha considerato la posizione e il reddito prima di accettare la richiesta, e sua madre calcola quanto tempo potrebbe passare prima che Longbourn (e le sue £ 2.000 annuali) appartenga a suo genero.
L'unico vantaggio del ricco ma sciocco James Rushworth nel corteggiare Maria Bertram è la sua base finanziaria (il reddito annuo di Sotherton di £ 12.000) e il suo status sociale (la tenuta è la culla storica della sua famiglia e possiede una casa a schiera a Londra); il reddito annuo di £ 4.000 di Everingham, ereditato da Henry Crawford nel Norfolk, rende questo libertino un partito "insperato" per Fanny Price, almeno da un punto di vista materiale e finanziario, l'unico preso in considerazione.
Quando il capitano Wentworth arriva a Bath nel 1814, non è più un “nessuno”, invisibile agli occhi della buona società, ma qualcuno, perché ha accumulato una piccola fortuna di £ 25.000, grazie al denaro proveniente dai premi di guerra. Mentre il mondo sta cambiando, il denaro sta diventando un mezzo di riconoscimento sociale efficace quanto la proprietà.

#### L'ereditiera
Le giovani donne ricche della nobiltà sono spesso condannate a essere usate come pedine per consolidare il potere o stabilizzare una fortuna, come la prima Eliza Williams, l'"onorevole" Miss Morton o Miss Grey, ma anche la signora Tilney o la sfortunata moglie del signor Elliot, ricca e ben educata ma di origini molto umili e sposata solo per la sua fortuna. Giovani e ingenue, cadono preda di seducenti cacciatori di dote: Wickham ha cercato di rapire Georgiana Darcy e si è improvvisamente interessato a Miss King, la cui "improvvisa acquisizione di diecimila sterline è stata il fascino più notevole".
La signorina Grey, che Willoughby sposa per basse considerazioni mercantili perché vive al di sopra delle sue possibilità, ha una dote di 50.000 sterline, il che la rende l'ereditiera più ricca di tutti i romanzi di Jane Austen, con la signorina Morton, Emma Woodhouse e Georgiana Darcy che ne hanno 30.000. La signorina Bingley ne ha 20.000. Augusta Hawkins, figlia di un mercante di Bristol che l'ambizioso pastore di Highbury, il signor Elton, portò con orgoglio a casa da Bath, le portò una dote di 10.000 sterline. Catherine Morland, sospettata dal generale Tilney, sulle bizzarre confidenze di John Thorpe, di essere una ricca ereditiera, poi una povera senza un soldo, ha una dote relativamente modesta (3.000 sterline) ma significativamente più alta di quelle delle signore Dashwood e Bennet.

#### Gli outsider
Che siano protagoniste o personaggi secondari, le donne non sposate non avrebbero alcuna possibilità di sposarsi in modo soddisfacente se il denaro e la posizione sociale fossero gli unici criteri: le sorelle Bingley cercano di escludere Jane Bennet, poiché "potrebbero desiderare che [il loro fratello] [...] sposi una giovane donna che gli porterà fortuna, alte conoscenze e onori". Jane Fairfax può essere elegante e perfettamente istruita, ma Franck sa che è troppo povera per essere accettata dall'orgogliosa signora Churchill. Il generale Tilney, che accolse calorosamente Catherine Morland quando la scambiò per una ricca ereditiera, la cacciò via senza spiegazioni e voleva che Henry la dimenticasse quando pensò che fosse povera.
Jane Austen introduce anche delle manipolatrici squattrinate, determinate a farsi spazio nella società: Lucy Steele, che, attraverso lusinghe, riesce a sposare Robert Ferrars e ad essere apprezzata dalla sua ricca suocera; Isabella Thorpe, la cui civetteria finisce per renderle un disservizio; o ancora Penelope Clay, la "pericolosa" graziosa vedova sospettata di voler sposare Sir Walter, che il signor Elliot porta infine con sé a Londra. Ma non dimentica che ci sono dei perdenti: le giovani ragazze che non riescono a sistemarsi diventano onorevoli figlie zitelle, a volte ridotte alla miseria, come la brava ma insopportabilmente loquace Hetty Bates. D'altra parte, quelle che si sposano per amore a volte si ritrovano indigenti a causa della vedovanza precoce, come la signora Dashwood, o rovinate dalla negligenza e dalla negligenza maschile, come la signora Smith, amica di Anne Elliot. Nonostante le loro difficoltà finanziarie, tuttavia, non sono infelici: la naturale generosità e gentilezza della signorina Bates, e la resilienza della signora Smith, consentono loro di sopportare la loro indigenza con nobiltà e forza d'animo.

#### Il diritto successorio come trampolino di lancio per gli intrighi

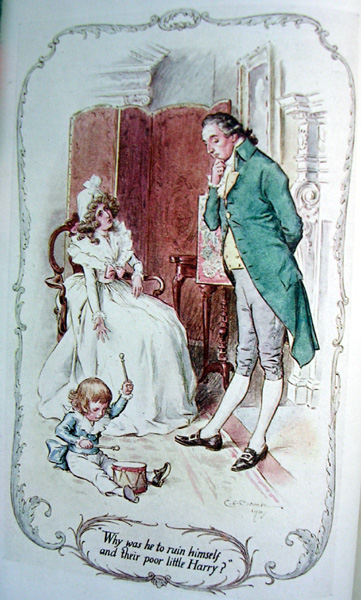
Fanny Dashwood incolpa il marito di voler rovinare il loro bambino aiutando finanziariamente le sue sorellastre (CE Brock, 1908).

I problemi creati dalla trasmissione dell'eredità attraversano la maggior parte dei romanzi di Jane Austen e sono talvolta al centro della trama, come in Ragione e sentimento. Mentre il diritto di nascita fu ufficialmente abolito in Francia nel 1792, nel Regno Unito rimase la norma nella nobiltà terriera: il figlio maggiore, qualunque fossero le sue qualità personali, ereditava la proprietà. I cadetti dovevano trovare un'altra fonte di reddito, di solito una professione clericale o militare, e fare un "buon" matrimonio, o rimanere nubili. Le figlie, indipendentemente dal rango o dalla dote dei fratelli, dovevano trovare mariti di almeno pari status sociale. Per una donna di buona famiglia, il declassamento sociale è una minaccia molto reale: Frances Price sposò per capriccio un tenente di marina squattrinato, che le diede dieci figli, e fu tanto per carità cristiana quanto per preoccupazione per la famiglia che suo cognato, il ricco Sir Thomas Bertram, accolse Fanny, la figlia maggiore, a Mansfield Park, dove fu a lungo trattata come una parente povera. Le cinque ragazze Bennet, alla morte dei loro genitori, avrebbero beneficiato al massimo di 40 sterline all'anno ciascuna, come fa notare elegantemente il signor Collins a Elizabeth quando le chiede la mano. La situazione della signorina Bates, figlia di un ecclesiastico ridotta in povertà con la madre anziana, era appena peggiore di quella vissuta da Jane e Cassandra Austen tra il 1805 e il 1809 dopo la morte del padre, prima di trovare stabilità a Chawton Cottage, dove furono alloggiate con la madre da Edward.
Esistevano diverse disposizioni testamentarie per impedire lo smembramento dei patrimoni o il loro trasferimento in mani straniere. Il testamento, in particolare, abolito solo nel 1925 dal Law of Property Act, consentiva di escludere le figlie (destinate a sposarsi, e quindi a cambiare nome) dai benefici di un patrimonio, poiché, in assenza di un erede maschio diretto, la proprietà passava a un cugino più o meno lontano. Due romanzi di Jane Austen (Orgoglio e pregiudizio e Persuasione) si avvalgono di questo testamento come espediente narrativo: la minaccia finanziaria che incombe sull'eroina la costringe a prendere in considerazione un matrimonio ragionevole, per sfuggire a una condizione miserabile in contrasto con la vita che ha conosciuto. Per la famiglia, inoltre, vederla sposare l'erede sembra una soluzione vantaggiosa e socialmente soddisfacente: è vero che Elizabeth Bennet non prende mai in considerazione l'idea di sposare l'erede di Longbourn, il signor Collins, ma Anne Elliot è, per un breve momento, tentata di lasciarsi corteggiare da William Elliot e di diventare «la futura amante di Kellynch», la nuova Lady Elliot, per ravvivare lo spirito della madre.
Anche quando la proprietà non è soggetta a sostituzione ereditaria, la situazione finanziaria delle figlie può essere difficile quando il padre muore. In Ragione e sentimento, il vecchio e senile Dashwood ha passato la nuda proprietà di Norland non al suo erede diretto (il nipote Henry) ma al figlio di quest'ultimo. La morte prematura di Henry Dashwood mina lo status sociale della sua vedova e delle tre figlie, che vengono lasciate alla mercé di John, figlio di un primo matrimonio che, sotto l'influenza di sua moglie e nonostante la promessa fatta al padre in punto di morte, non le aiuterà finanziariamente. Nello stesso romanzo, la signora Ferrars, padrona della fortuna del marito, priva Edward del suo diritto di nascita quando si rifiuta di sposare "l'onorevole signorina Morton", la ricca ereditiera che ha in mente per lui. Allo stesso modo, la signora Smith minaccia di diseredare il nipote Willoughby se non si sistema. Il ricco proprietario dell'abbazia di Northanger, il generale Tilney, bandisce il figlio Henry, colpevole ai suoi occhi di voler sposare una "povera ragazza".

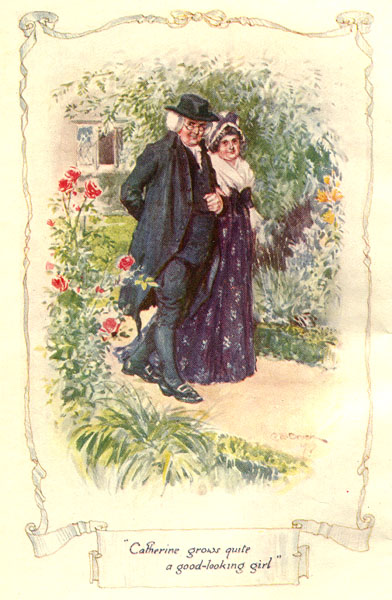
Gli onesti genitori di Catherine Morland sono “ordinari” (CE Brock, 1907).

Jane Austen spiega il suo approccio letterario nelle sue lettere (tra cui una del 1814 alla nipote Anna Austen): “tre o quattro famiglie in un villaggio di campagna sono proprio la cosa su cui lavorare”. In ognuno dei suoi romanzi, mette in scena un microcosm. Non ci sono mai molti personaggi attorno alle sue eroine: solo la famiglia e gli amici che hanno un ruolo nella storia, e i pochi individui con cui le circostanze o gli eventi le mettono naturalmente in contatto.

#### I genitori
Nella maggior parte dei romanzi contemporanei scritti da donne, come quelli di Ann Radcliffe, Maria Edgeworth e persino di scrittrici successive come Charlotte Brontë e George Eliot, l'eroina è orfana: è un modo comodo per permetterle di vivere avventure che la presenza di un padre, e soprattutto di una madre, renderebbe altrimenti impossibili. Naturalmente, anche Jane Austen usa questa comodità di scrittura, ma la sua preoccupazione è la rappresentazione di eventi e situazioni plausibili, "naturali, possibili e probabili". Infatti, presenta genitori "medi" in Northanger Abbey: la signora Morland "aveva tre figli maschi prima che Catherine nascesse, e invece di morire di parto, come chiunque avrebbe potuto aspettarsi, era ancora viva e aveva persino avuto altri sei figli, che vedeva crescere intorno a lei, godendo lei stessa di perfetta salute". Ma questo personaggio, equilibrato, semplice, onesto e pieno di buon senso, è appena abbozzato e non gioca alcun ruolo nella storia.

#### Figura paterna
Molti personaggi nei romanzi di Jane Austen sono privi di padre e diversi giovani uomini svolgono il ruolo di capofamiglia: John Dashwood, Darcy e Bingley (ciascuno responsabile di una sorella nubile), Robert Martin e il mezzadro del signor Knightley in Emma. In Ragione e sentimento non è presente alcuna figura patriarcale: il romanzo inizia con la morte del vecchio Dashwood e, un anno dopo, di suo nipote Henry, lasciando la vedova di Henry e tre figlie senza sostegno finanziario. Personaggi secondari come la signora Ferrars e la signora Jennings sono vedove, mentre le sorelle Steele e Willoughby hanno perso entrambi i genitori.
Allo stesso modo, in Mansfield Park, Henry e Mary Crawford sono orfani; in Orgoglio e pregiudizio, il padre di Darcy e Georgiana è morto cinque anni prima, così come i genitori dei Bingley, il signor Collins e George Wickham. In Emma, Jane Fairfax è senza genitori, e in Persuasione, Frederick Wentworth risiede con suo fratello o cognato quando si stabilisce.
Nei casi in cui sono presenti i padri, i loro ruoli variano. Il signor Bennet in Orgoglio e pregiudizio delega le responsabilità familiari ad altri, il signor Woodhouse in Emma permette alla figlia di gestire Hartfield, il generale Tilney in Northanger Abbey dà priorità ai propri interessi e mantiene uno stretto controllo sulla sua famiglia, e Sir Walter Elliot in Persuasione fa fatica a supervisionare il suo patrimonio a causa di decisioni incoerenti e di un'attenzione alle apparenze.
Sir Thomas Bertram in Mansfield Park rappresenta una figura patriarcale tradizionale. Egli supervisiona la sua famiglia e le piantagioni ad Antigua, dove trascorre due anni lontano, un periodo durante il quale la sua assenza influenza la famiglia. Al ritorno, rivaluta il suo approccio all'educazione delle sue figlie. 
La rappresentazione di queste figure paterne assenti o variate appare nelle narrazioni accanto alle dinamiche familiari raffigurate in ogni romanzo.

#### Autorità materna

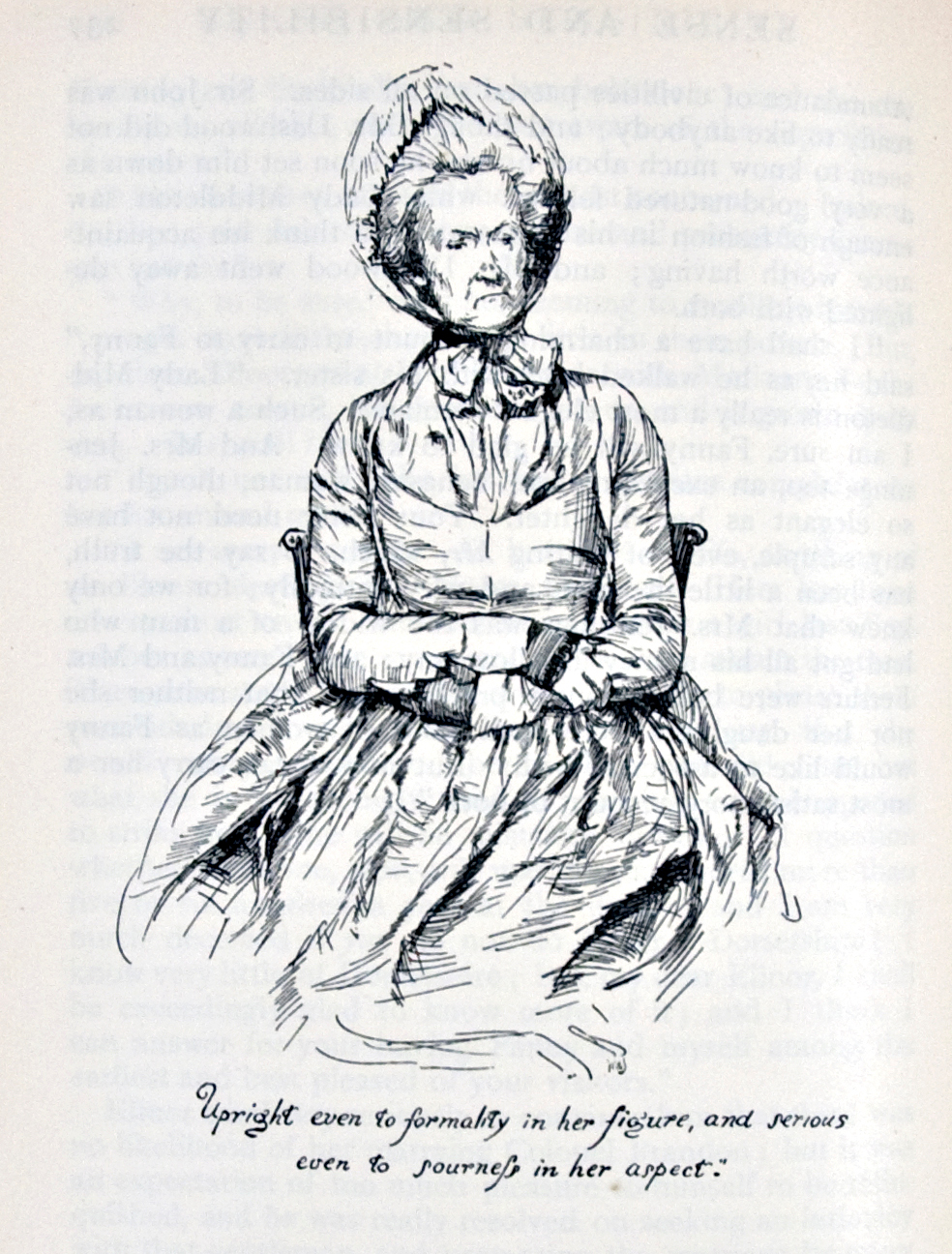
La signora Ferrars è una donna rigida e solenne, la cui severità rasenta l'amaro (Chris Hammond, 1899).

##### Assenza di una madre
Le eroine dei romanzi sono tradizionalmente senza madre, per una ragione molto semplice, secondo Susan Peck: nella società dell'epoca, il potere conferito alla madre (la maternità) sulle figlie minorenni è esorbitante, impedendo ogni tentativo di emancipazione; esse vengono mantenute, fino al matrimonio, in uno stato di sottomissione e ignoranza che impedisce loro di acquisire una personalità indipendente. La presenza di una madre attenta e intelligente accanto all'eroina sarebbe il modo migliore per impedirle di maturare, "e quindi interrompere lo schema attanziale e sconvolgere l'equilibrio del romanzo".
In Jane Austen, solo due eroine hanno perso la madre: Emma Woodhouse e Anne Elliot. La signora Woodhouse “era morta troppo tempo prima perché lei potesse avere più di un ricordo indistinto delle sue carezze” e Lady Elliot, che il narratore presenta come una “donna straordinaria, intelligente e amabile”, morì quando Anne aveva 14 anni, lasciandola persa di fronte alle scelte: a diciannove anni, si lascia guidare da Lady Russell, che incarna la figura materna assente, ma in seguito si pente di aver seguito i suoi consigli. Emma Woodhouse è troppo sicura di sé per ammettere di aver bisogno di consigli, ed è il signor Knightley che vede l’assenza di sua madre come dannosa, convinto di aver perso in sua madre l’unica persona in grado di affrontarla.

##### Figure tiranniche o inadeguate
L'assenza di un padre porta spesso a una società dominata da capifamiglia vedovi. Quando sono ricche, queste donne sono talvolta tentate di esercitare un controllo autoritario sui giovani uomini nelle loro vite. Ad esempio, la scontrosa signora Ferrars cerca di imporre la sua scelta di moglie al figlio maggiore, mentre la pretenziosa Lady Catherine tenta di fare lo stesso con suo nipote, il signor Darcy, sebbene la sua indipendenza finanziaria gli permetta di resistere. Al contrario, Willoughby, che dipende da sua zia, la signora Smith, viene licenziato da lei quando viene a conoscenza della sua cattiva condotta. D'altra parte, le vedove di mezzi più modesti, come la signora Dashwood, tendono a sostenere le aspirazioni dei loro figli, anche se a volte in modi goffi o imperfetti.
Non mancano le madri inette: la signora Dashwood, che presta poca attenzione ai problemi pratici della vita quotidiana, è irragionevolmente indulgente nei confronti della sconsiderata Marianne, la sua seconda figlia, e sottovaluta la maggiore, la saggia Elinor; la signora Price, logorata dalla maternità e dalla vita dura, gestisce la sua casa in modo "lento", mentre sua sorella, Lady Bertram, languida e indolente, si affida candidamente alle persone che la circondano e lascia che la perniciosa signora Norris gestisca la casa e vizi le sue figlie; la signora Bennet, sciocca ed egocentrica, ha un comportamento che causa, anche se involontariamente, il danno più grande alle sue figlie.
A volte le eroine sono abbastanza fortunate da avere madri surrogate, ma se la signora Gardiner è un modello di genitorialità responsabile per le sue nipoti, Lady Russell è accecata dal suo orgoglio sociale e dai pregiudizi di casta, e la signorina Taylor, governante di Emma Woodhouse e in seguito amica, è sempre stata troppo gentile per avere potere su di lei.

##### Bambini

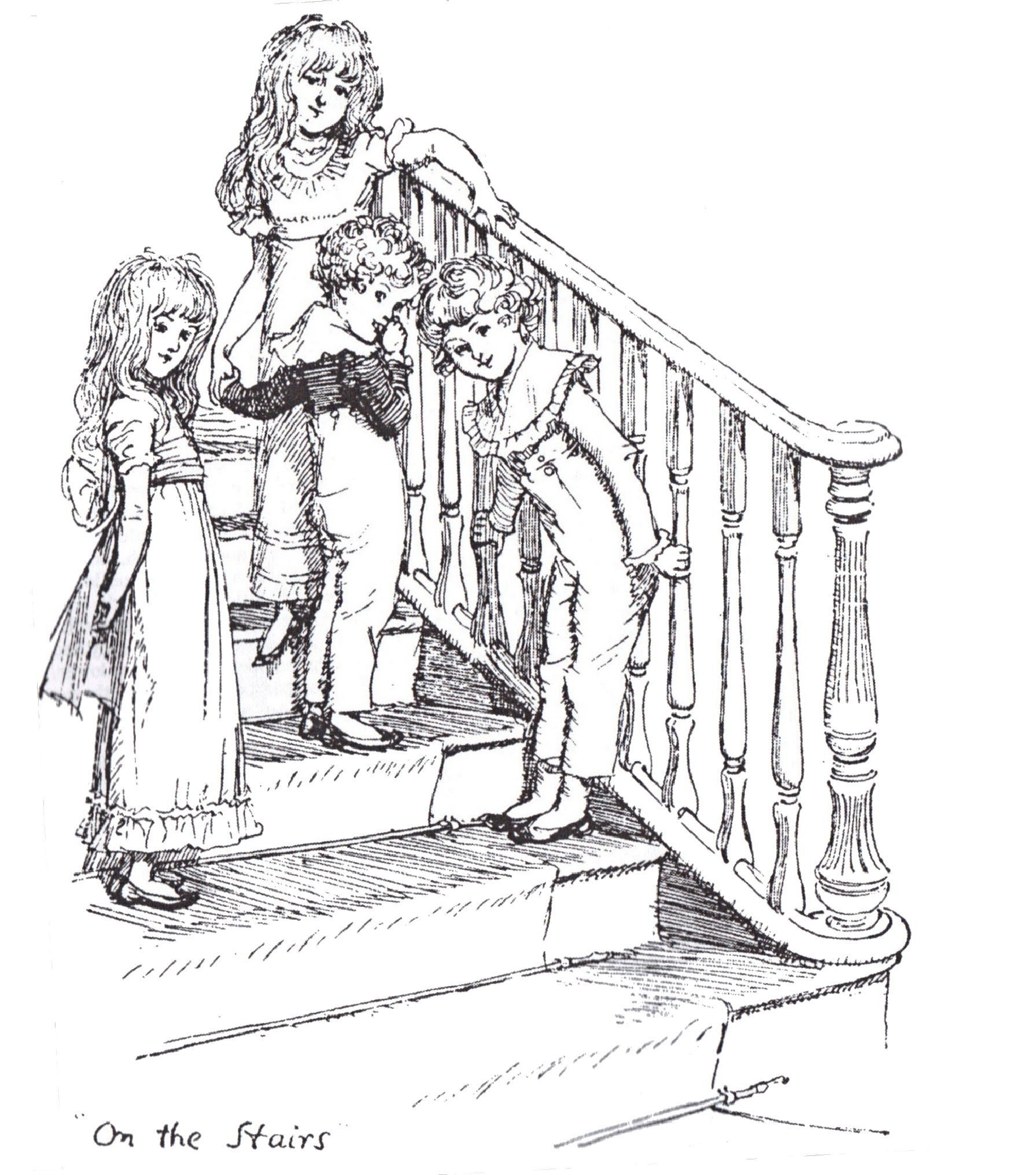
I Gardiner hanno quattro figli piccoli (Hugh Thomson, 1894).

###### Famiglie piccole
Alla fine compaiono anche i bambini più piccoli, ma solo in relazione al loro ruolo nel far avanzare le trame, come si vede in particolare in Ragione e sentimento per la giovane Margaret, che, a quattordici anni, non è in grado di mantenere un segreto e mette in imbarazzo la sorella Elinor menzionando in pubblico l'esistenza di Edward; il piccolo Harry, la cui infantilità ha indotto il vecchio Dashwood a cedere la tenuta di famiglia a suo beneficio; i figli dei Middleton, che danno a Lucy Steele l'opportunità di mettersi in mostra per la madre; senza dimenticare il bambino di Charlotte, che spinge i Palmer ad abbandonare Cleveland in fretta, per timore che la malattia di Marianne sia contagiosa. Allo stesso modo, in Mansfield Park, il lettore scopre, durante l'esilio di Fanny Price a Portsmouth, che i suoi fratelli minori, Tom e Charles, sono rumorosi e disobbedienti, e che Betsey, la più piccola, è troppo viziata.
Se in questi due libri l'autrice presenta madri incompetenti e bambini piccoli che la narratrice giudica piuttosto severamente, negli altri romanzi considera il loro comportamento con più indulgenza, ma senza mai cadere nel sentimentalismo: i Gardiner formano una famiglia felice con i loro quattro figli, così come i Morland, che ne hanno dieci, e le famiglie attorno a Emma Woodhouse: Isabella e John Knightley, che ne hanno già cinque, e i Weston, da cui nasce una bambina. Anne Elliot, da parte sua, è felice di avere la scusa di occuparsi del giovane Charles Musgrove, suo nipote ferito, per evitare di incontrare il capitano Wentworth, suo ex fidanzato.

##### Relazioni tra fratelli
In generale, l'eroina può contare, in varia misura, sull'amore della sua famiglia (L'abbazia di Northanger) o almeno di una sorella (Orgoglio e pregiudizio, Ragione e sentimento), o persino di un fratello e di un cugino (Mansfield Park).

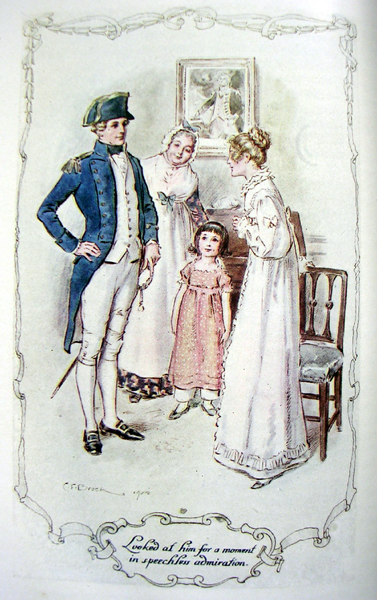
Fanny, senza parole per l'emozione, ammira William nella sua nuova uniforme da tenente (CE Brock, 1908).

In particolare, i rapporti tra sorelle sono sviluppati in diversi romanzi. Queste sorelle, sebbene di carattere molto diverso, sono molto vicine: spesso la sorella maggiore è più calma, la minore più vivace. In Orgoglio e pregiudizio, dove Jane ed Elizabeth Bennet formano una coppia fraterna molto unita, e Kitty e Lydia una più conflittuale, le due sorelle maggiori, rispecchiando il profondo affetto che univa le due sorelle Austen, si completano, si sostengono e fanno affidamento l'una sull'altra, offrendo uno dei migliori esempi di amicizia femminile nella letteratura romantica di fine XVIII e inizio XIX secolo. L'abbinamento di Elinor e Marianne Dashwood in Ragione e sentimento non è dissimile da quello di Jane ed Elizabeth, ma qui l'azione drammatica ruota attorno al rapporto tra le due sorelle e al perfetto parallelismo delle loro avventure sentimentali. Fanny Price, quando lascia Mansfield Park per tornare dalla famiglia paterna a Portmouth, è felice di trovare nella sorella minore Susan una compagna che le piace e di farne un'amica. Tuttavia, è con William, il maggiore di un anno e suo confidente, che si crea un legame molto forte e, una volta a Mansfield Park, Edmund Bertram diventa rapidamente per la bambina solitaria un fratello maggiore (aveva sei anni più di lei), amato quanto William.
Tuttavia, i legami fraterni di Catherine Morland con la sua numerosa famiglia non sono dettagliati, e i legami dell'eroina di Emma con la sorella maggiore sono piuttosto inefficaci; ma sono legami profondi. Anne Elliot, d'altra parte, così poco apprezzata dalla sua stessa famiglia - il che la rende la più sola delle eroine di Jane Austen - non può che guardare con simpatia all'affetto dimostrato reciprocamente dalle sue cognate più giovani Henrietta e Louisa Musgrove.

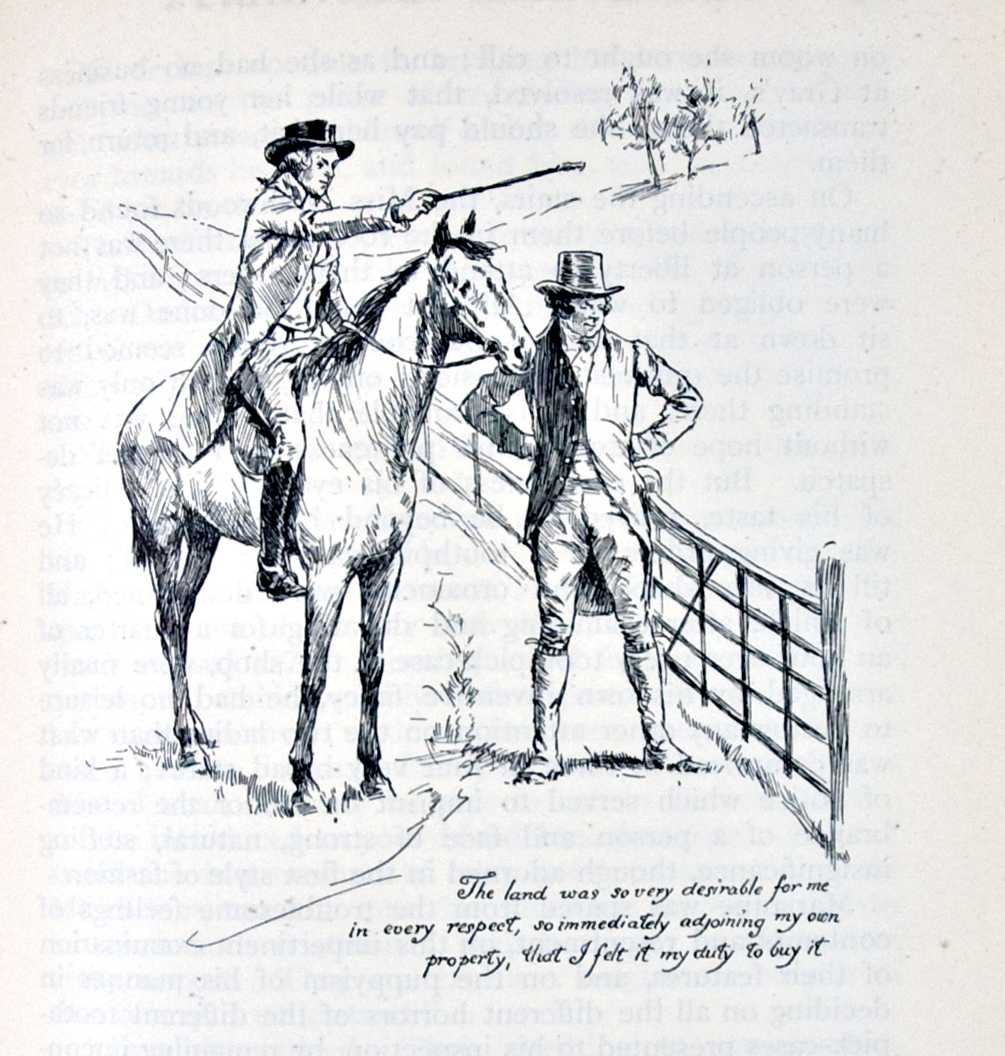
Per John Dashwood, ampliare Norland, anche a spese dei suoi vicini, era considerato un “dovere” (Chris Hammond, 1899).

Fin dal suo primo romanzo, Jane Austen contrappone due concezioni della famiglia: quella conservatrice, interessata unicamente alla trasmissione del nome e al miglioramento della tenuta di generazione in generazione, incarnata da John Dashwood, e quella della famiglia come gruppo umano, rappresentata dalle ragazze Dashwood e dalla loro madre, esiliate da Norland perché donne e quindi destinate a cambiare nome. Altri due personaggi sono esclusivamente legati a questi valori aristocratici: Lady Catherine e Sir Walter. Lady Catherine de Bourgh, particolarmente attenta alla nozione di rango, connessioni e fortuna, desidera unire la figlia e il nipote per rafforzare i legami ancestrali delle loro due “case” e consolidare ulteriormente il potere delle loro famiglie unendo le loro fortune, che “da entrambe le parti è magnifica”. Sir Walter Elliot si rifugia nella contemplazione narcisistica e sterile, nel Baronetage, delle parole che scrivono nero su bianco il suo nome e le sue proprietà: ELLIOT OF KELLYNCH-HALL, ma è incapace di assumersi le responsabilità morali che esse implicano.
Quanto a Pemberley, la tenuta ancestrale dei Darcy, è l'unico luogo in cui i due significati della parola famiglia - sociale e domestico - si fondono armoniosamente. Certo, Mansfield Park è anche un luogo di eleganza, savoir-vivre, abitudini regolari e armonia, ma la maggior parte dei suoi abitanti ha troppi difetti, e Sir Thomas, il rigido custode delle tradizioni conservatrici, è anche un proprietario di schiavi nelle Indie Occidentali. La famiglia Bertram, gravemente scossa dallo scandalo dell'adulterio di Maria e dalla fuga di Julia a Gretna Green, si affida finalmente a Fanny Price per trovare serenità; al suo ritorno da Portsmouth, accolta dallo zio come una vera figlia di casa, può finalmente chiamare Mansfield Park la sua vera casa. In realtà, il prezzo di Pemberley non è tanto la ricchezza materiale che genera (il reddito di 10.000 sterline) quanto il suo valore sociale e morale. È, agli occhi di Jane Austen, il simbolo e il dominio dei valori “veri”, dove il rapporto tra il proprietario e i suoi servi, sia domestici che affittuari, è particolarmente benevolo; diventa la casa dove Elizabeth Bennet troverà “il comfort, l’eleganza e l’intimità della vita familiare”, e il centro dove Darcy ed Elizabeth accolgono coloro che sono ritenuti degni di far parte della loro famiglia.
È in Persuasione che il concetto di famiglia, nel suo senso domestico, viene veramente alla ribalta. Il romanzo contrappone gli Elliot di Kellynch Hall – Sir Walter, la figlia maggiore Elizabeth e, in misura minore, la figlia minore Mary Musgrove – che sono vanitosi, preoccupati da sterili convenzioni e dal riconoscimento del loro rango sociale, ai Musgrove di Uppercross, dove prevalgono il comfort accogliente, l'affetto e la gioia di vivere. Sebbene il signor e la signora Musgrove possano mancare di eleganza e raffinatezza, desiderano sinceramente la felicità delle loro figlie. Quanto ad Anne Elliot, il suo matrimonio con Frederick Wentworth la integra nella comunità unita e affettuosa dei marinai. Prendendo le distanze dai suoi parenti di sangue, intrappolati in relazioni fredde e futili prive di calore, Anne trova una famiglia scelta tra individui di cui apprezza la sincerità e la gentilezza. La sua evoluzione personale rispecchia il più ampio cambiamento nella società inglese verso la priorità dei valori domestici rispetto alla rigida importanza tradizionalmente attribuita alla famiglia “genealogica”.

#### Matrimonio

##### Un tema centrale

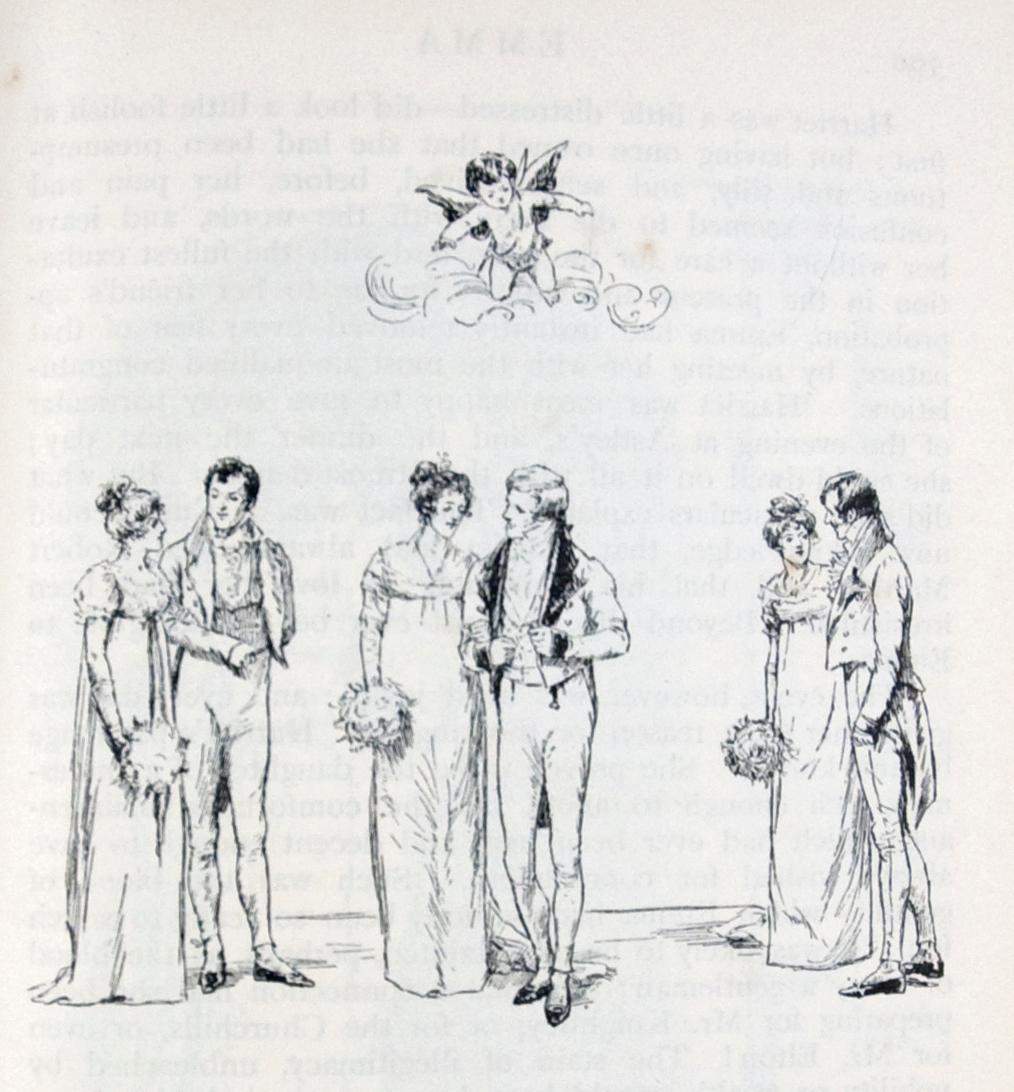
La trama di Emma, che si conclude con tre matrimoni felici, presenta una vasta gamma di situazioni matrimoniali (Chris Hammond, 1898).

Il matrimonio è il tema centrale di tutti i romanzi di Jane Austen, che, come le fiabe, i romanzi sentimentali del XVIII secolo e le commedie di costume, si concludono tipicamente con un matrimonio d'amore. Tuttavia, Austen non scrive romanzi sentimentali, anche se la sua opera più famosa, Orgoglio e pregiudizio, è spesso considerata l' epitome del genere romantico. Radicata nella tradizione letteraria del XVIII secolo, evita una visione romanticizzata dell'amore. Invece, sfida due comuni tropi letterari: l'ideale dell'amore a prima vista e l'idea che si possa amare una sola volta. È anche cauta riguardo all'amore passionale, favorendo invece un amore "ragionevole" - un attaccamento profondo ma razionale fondato sulla stima reciproca e sulla tenerezza. Mentre critica i matrimoni combinati, che erano la norma ai suoi tempi, e persino satireggia le unioni basate esclusivamente sulla ricchezza, che erano ampiamente accettate dai suoi contemporanei, sostiene che l'amore, sebbene fondamentale, non può esistere indipendentemente dalla stabilità finanziaria. Perché un matrimonio abbia successo, suggerisce Austen, deve esserci un equilibrio armonioso tra affetto e considerazioni pratiche.
L'argomento suscitò un dibattito sia tra gli scrittori conservatori (come Hannah More, Jane West, Hugh Blair e James Fordyce) sia tra i sostenitori dell'emancipazione femminile (come Mary Hays e Mary Wollstonecraft), che criticavano la precaria posizione delle donne nella rigidamente strutturata società georgiana. Secondo il diritto comune, le donne non erano riconosciute come individui indipendenti ed erano tipicamente soggette all'autorità maschile, che provenisse da un padre, un fratello o un marito, lasciandole finanziariamente dipendenti. Le donne non sposate erano spesso svalutate, poiché lo status di una donna sposata era considerato superiore. Poiché l'eredità veniva quasi sempre trasmessa agli eredi maschi, le donne potevano affrontare svantaggi legali. In questo clima sociale incerto, un "buon" matrimonio era spesso l'unico mezzo per le donne per assicurarsi o mantenere una posizione rispettabile nella società ed evitare difficoltà finanziarie, in particolare durante gli anni '90 economicamente instabili del 1700. Incoraggiate dalle loro madri a cercare attivamente mariti adatti, ostentando la loro bellezza e i loro successi sul "mercato matrimoniale", le giovani donne in età da matrimonio dovevano anche considerare attentamente la posizione sociale e la stabilità finanziaria dei potenziali pretendenti.

##### Un'idea di felicità
Jane Austen presenta così i vari comportamenti della sua classe sociale attraverso una serie di personaggi secondari sposati, come se avesse voluto mostrare, e dare priorità, a tutti gli scenari aperti a una giovane ragazza in età da marito: matrimoni basati unicamente sulla passione amorosa e in definitiva insoddisfacenti, che lei descrive come matrimoni "imprudenti", come quelli del signor Bennet, della signora Price e persino del primo matrimonio del signor Weston; matrimoni per denaro, che sono infelici per la moglie del generale Tilney, o infelici per la moglie del signor Elliot; matrimoni di convenienza, poco appaganti, come quelli di molti personaggi secondari, i Middleton, i Palmer, gli Hurst o persino Charles e Mary Musgrove; matrimoni felici, infine, basati sull'affetto e sul rispetto reciproci, equilibrati sentimentalmente e intellettualmente, economicamente sostenibili, che lei considera l'ideale da raggiungere: quello dei Gardiner, dei Weston o dei Croft, che offre come esempio alle sue eroine.
Ciò che è in definitiva essenziale per tutte queste eroine è la loro realizzazione personale, libera da considerazioni ambiziose o materialistiche. Mentre Jane Austen assicura ai lettori che le loro vite coniugali saranno felici, evita deliberatamente di descrivere nei dettagli le realtà quotidiane delle loro unioni. Invece, suggerisce che, alla fine del loro percorso fisico ed emotivo, i loro matrimoni porteranno alla creazione di una “convivenza” armoniosa all’interno di una nuova comunità che si allinea più da vicino con la loro visione di felicità. In ogni caso, la forza e la profondità dell’unione delle protagoniste sono ulteriormente rafforzate dalle amicizie che coltivano con gli altri membri della loro comunità.

## Posterità dell'universo di Jane Austen

### L'accoglienza nei paesi francofoni: un lungo malinteso
Nel mondo anglofono, l'immagine popolare di Jane Austen esiste separatamente dalla sua consolidata reputazione di una delle più grandi scrittrici britanniche, sviluppandosi in traiettorie parallele ma distinte. Al contrario, la sua posizione nel mondo francofono è rimasta più ambigua e meno chiaramente definita. I suoi romanzi sfidarono le categorie che i critici letterari francesi del XIX secolo, che spesso davano priorità al romancier (romanziere di idee) rispetto alla romancière (romanziere di temi domestici e sociali), consideravano "grande letteratura". Inoltre, le traduzioni delle sue opere pubblicate durante il XIX e il XX secolo presentavano spesso una versione distorta o diluita della sua scrittura. Valérie Cossy dell'Università di Losanna osserva che queste prime traduzioni, eccessivamente "levigate" o sentimentali, contribuirono a farla percepire come un'autrice minore, una romanziera "romantica" e un po' sdolcinata che scriveva principalmente per un pubblico femminile.
Solo nell'ultimo quarto del XX secolo Christian Bourgoisla incluse nel suo catalogo di letteratura straniera, e i critici accademici iniziarono a interessarsi a lei; e fu solo nel 2000 che il Volume I delle sue Œuvres romanesques, compresi i suoi tre primi romanzi, apparve nella Bibliothèque de la Pléiade. Da allora in poi, Jane Austen ottenne il riconoscimento letterario nel mondo francofono, e fu affermata come un'autrice "seria". Le traduzioni delle sue opere presero una piega più accademica, ma i commenti faticarono ancora a esplorare il suo umorismo e la sua ironia.
Tuttavia, l'immagine pubblica di Jane Austen rimane ambigua. Ad esempio, nel numero del 26 ottobre 2012 della rivista Elle, Isabelle Bour ha evidenziato un articolo intitolato "Joue-la comme Jane Austen" (Gioca come Jane Austen), sottotitolato: "Pour trouver l'âme sœur, mieux que Meetic, il ya la méthode victorienne" (Per trovare l'anima gemella, meglio di Meetic, c'è il metodo vittoriano). Inoltre, accanto alle poche traduzioni recenti pubblicate in raccolte tascabili "classiche", che mirano a essere più fedeli ai testi originali, traduzioni più vecchie (e royalty-free), adattate a ciò che gli editori un tempo consideravano "gusto francese", continuano a essere ripubblicate con nuove copertine. Ad esempio, L’Archipelha sfruttato il successo degli adattamenti cinematografici dei romanzi di Austen per ristampare la traduzione di Isabelle de Montolieu del 1996, Raison et Sensibilité ou les deux manières d'aimer (Ragione e sentimento o i due modi di amare). Allo stesso modo, nel 1997, hanno ristampato Mansfield Park ou les trois cugines di Henri Villemain come Mansfield Park e una traduzione anonima del 1816, La Nouvelle Emma ou les Caractères anglais du siècle, come Emma. Questi sono stati ripubblicati da Archipoche nel 2006, 2007, e 2009, rispettivamente. La traduzione del 1932 di Valentine Leconte e Charlotte Pressoir, Les Cinq filles de Mrs Bennet, sebbene elegante, è notevole per l'omissione di interi paragrafi. Rimane disponibile dal 10/18ed è stato ristampato in altre edizioni con il titolo Orgueil et Préjugés. Valérie Cossy osserva che "Jane Austen è l'unica autrice straniera ne La Pléiade ad essere trattata così male in francese", mentre Lucile Trunel, che ha dedicato la sua tesi di dottorato del 2008 alle edizioni francesi delle opere di Austen, sostiene che questo genio letterario "rimane ingiustamente trascurato da coloro che la leggono in traduzione francese". In L'Encyclopédie visuelle Jane Austen (L'enciclopedia visiva di Jane Austen), Gwen Giret e Claire Saim affermano che le traduzioni enfatizzano il lato sentimentale, dove i temi principali sono essenzialmente preoccupazioni materiali, la storia d'amore e il suo lieto fine.

### Adattamenti e omaggi
Gli scritti di quella che Virginia Woolf definì “un’amante di emozioni molto più profonde di quanto appaia in superficie” infiammarono l’immaginazione dei lettori entusiasti, i Janeites. Orgoglio e pregiudizio in particolare è stato, ed è tuttora, oggetto di adattamenti teatrali e musical fin dall’adattamento del 1922 di Mary Steele MacKaye.
I romanzi di Jane Austen, in particolare Orgoglio e pregiudizio, hanno ispirato anche molti tributi, diversi come il racconto di John Kessel Orgoglio e Prometeo e il romanzo poliziesco di P.D. James Morte a Pemberley. Persino Jeffrey Eugenides, in The Marriage Plot (2011), si riferisce alla trama e al tema dei romanzi di Jane Austen come “impossibili da adattare oggi”.
Soprattutto a partire dagli anni Novanta, gli adattamenti cinematografici dei romanzi hanno permesso di scoprire o riscoprire l'opera di Jane Austen, e hanno generato una serie di opere derivate che ruotano essenzialmente attorno ai personaggi di Orgoglio e pregiudizio, scritte da persone che sentivano il bisogno di "espandere il mondo, i personaggi e le storie che lei ha creato". Questa "letteratura para-austeniana" utilizza tele e canoni austeniani, ma tende più spesso al conformismo e ai cliché del romanzo sentimentale che all'ironia e all'eleganza dello stile di Austen.

#### Adattamenti televisivi e cinematografici

Abito stile impero e spencer in velluto, indossati da Emma Thompson nel film di Ang Lee (1995)

Sebbene il cinema abbia preso il sopravvento su Orgoglio e pregiudizio nel 1940, solo nel 1995-1996, con la possibilità di girare in ambientazioni naturali, gli adattamenti hanno proliferato.
- Nel 1995, in televisione: Orgueil et Préjugés (sceneggiatura di Andrew Davies) e Persuasion (Roger Michell), e al cinema: Raison et Sentiments di Emma Thompson, seguito da Clueless di Amy Heckerling (trasposizione di Emma ambientata in un liceo di Beverly Hills).
- Nel 1996 uscì Emma di Douglas McGrath per il cinema e Emma di Diarmuid Lawrence per la televisione.

Le questioni sollevate da Jane Austen sono ancora attuali oggi, come suggerisce la varietà di origini dei film adattati dai suoi romanzi. Così, nel 2000, Kandukondain Kandukondain, un film musicale ispirato tanto al romanzo Ragione e sentimento quanto alla versione cinematografica di Ang Lee, è stato distribuito in tamil. Nel 2004, Bride & Prejudice di Gurinder Chadha obbedisce a certi codici di Bollywood. Nel 2012, il film israeliano La sposa promessa (Fill the Void) di Rama Burshtein descrive il mondo di Jane Austen, con le sue “regole chiare e rigide” e i suoi personaggi “che non cercano una via d’uscita, ma un modo per vivere”.
Un secondo adattamento cinematografico di Orgoglio e pregiudizio, diretto da Joe Wright, è uscito negli Stati Uniti nel 2005, seguito da un remake di Persuasione diretto da Adrian Shergold nel 2007 e da un adattamento della BBC di Emma, basato su una sceneggiatura di Sandy Welch, nel 2009. Dagli anni '60, i creatori di questi adattamenti, spesso classificati come film storici, drammi in costume o drammi d'epoca, hanno cercato di incorporare dettagli "autentici" per ricreare l'atmosfera dell'epoca. Ciò riflette un desiderio nostalgico per un periodo storico e uno stile di vita che, sebbene idealizzati e spesso romanticizzati, rimangono in gran parte una fantasia, come evidenziato dal documentario del 2008 Il romanzo di Amanda (Lost in Austen).

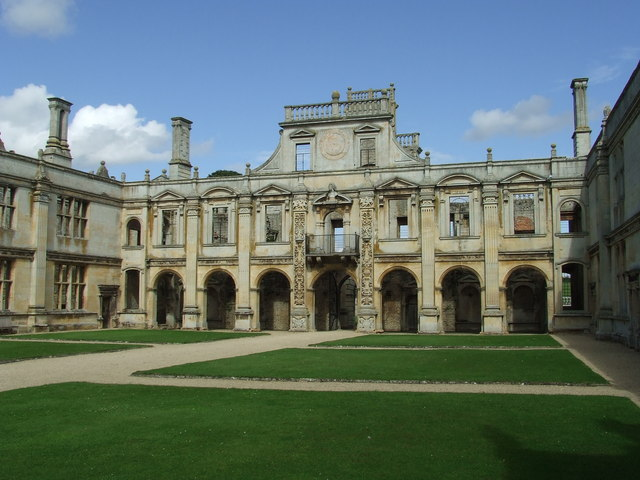
Per Patricia Rozema, Kirby Hall simboleggia la rovina morale di Mansfield Park

Le opere di Jane Austen vengono spesso adattate per il grande schermo perché contengono elementi senza tempo che possono essere facilmente modernizzati. Tuttavia, molti adattamenti tendono a enfatizzare un romanticismo che è in gran parte assente dai romanzi originali. Ad esempio, Orgoglio e pregiudizio: una commedia degli ultimi tempi, uscito negli Stati Uniti nel 2003, si appoggia al genere chick lit, mentre l'adattamento cinematografico del 2005 si concentra sulla storia d'amore, presentando una visione romanticizzata che ricorda più le Brontë che Austen. Dal 1995, gli adattamenti hanno abbracciato il sentimentalismo, concludendosi spesso con i protagonisti che si scambiano un bacio, allineandosi alle aspettative del pubblico e rafforzando un'interpretazione romanticizzata delle sue opere. Tuttavia, adattamenti come la versione del 1999 di Mansfield Park di Patricia Rozema hanno avuto meno successo con il grande pubblico. Questo adattamento, intriso di temi gotici e femministi, si presenta come un “esercizio di stile postcoloniale irriverente”, offrendo una reinterpretazione postmoderna del romanzo di Austen. In questa versione, Mansfield Park è raffigurato come mezzo in rovina e Sir Thomas è ritratto come un personaggio ambiguo, persino minaccioso e violento.

##### Elaborazione in adattamenti
I romanzi originali erano spesso letti da un pubblico limitato, quindi i registi traggono spesso ispirazione da precedenti adattamenti visivi, che sono in genere più ampiamente riconosciuti rispetto al materiale originale scritto. Ciò crea un sottile gioco di intertestualità, pieno di cenni a un pubblico informato e complice. Ad esempio, il tuffo di Hugh Grant nel lago ne Il diario di Bridget Jones fa riferimento all'iconica scena della "camicia bagnata" di Colin Firth nella serie Orgoglio e pregiudizio del 1995.

##### Un caso particolare
La moltiplicazione degli adattamenti (in particolare, più di una dozzina di drammi in costume dal 1938 in televisione) e la loro diffusione nel tempo conferiscono ai personaggi, incarnati dagli attori, un'ulteriore dimensione che fornisce informazioni sull'evoluzione delle mentalità e delle aspettative del pubblico, come dimostra lo studio diacronico dei quattro adattamenti di Orgoglio e pregiudizio ancora accessibili, tra il 1940 e il 2005.

##### Orgoglio e pregiudizio(1940)

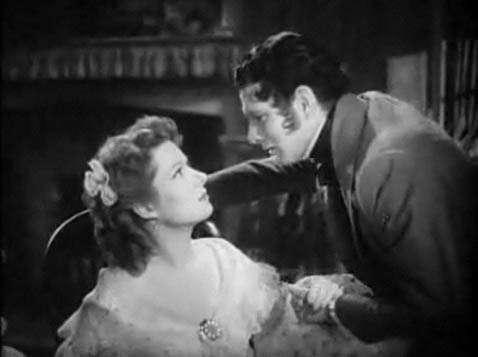
La prima proposta di Darcy in Orgoglio e pregiudizio, 1940

La versione del 1940, basata non sul romanzo ma su un riuscito adattamento teatrale, sottolinea la differenza sociale tra i personaggi: Darcy (Laurence Olivier) è un aristocratico altezzoso che non vede la necessità di essere amabile in società, ed Elizabeth (Greer Garson) è una disinvolta ragazza provinciale della classe media. Il lato comico dei personaggi secondari è accentuato, ma la psicologia dei personaggi principali non è approfondita; a causa della rapidità dell'azione, consueta nelle screwball comedies, il cambio di atteggiamento dei due protagonisti è un capovolgimento, e la risoluzione dei problemi è totalmente priva di verosimiglianza.
Pride and Prejudice (1980)
L'adattamento del 1980, che presenta esclusivamente il punto di vista di Elizabeth, enfatizza due elementi del romanzo: il profondo attaccamento dell'eroina alla sua famiglia e l'importanza del tema del matrimonio. Girato principalmente in studio, soffre di una messa in scena un po' troppo statica, ma la sceneggiatura è generalmente considerata particolarmente fedele.
Elizabeth Garvie interpreta una Elizabeth intelligente e testarda, piuttosto composta e composta; il fisico di David Rintoul accentua l'aria altezzosa, taciturna e gelida di un Darcy che parla con aria di costrizione e il cui sguardo Elizabeth interpreta negativamente: egli rimane, praticamente fino alla fine, per lei, e quindi per lo spettatore, un personaggio distante e indecifrabile.
Pride and Prejudice (1995)
L'adattamento del 1995, al contrario, amplia il ruolo di Darcy, con scene aggiuntive che rivelano una complessità del personaggio che è solo accennata nel romanzo. Il mezzo visivo è utilizzato per incorporare gesti simbolici: all'inizio, Colin Firth è spesso filmato di profilo o mentre guarda fuori da una finestra, trasmettendo il disinteresse di Darcy, o persino il disprezzo, per la società che lo circonda. Il suo sguardo predatorio mentre osserva Elizabeth suggerisce un senso di oggettivazione. Tuttavia, dopo il loro incontro a Pemberley, lo sguardo si trasforma in un mezzo di comunicazione. Mentre il romanzo si basa sulle riflessioni interiori di Elizabeth e sul commento del narratore, la " narrazione cinematografica " trasmette questi cambiamenti attraverso segnali visivi.
Jennifer Ehle ritrae Elizabeth come un'eroina non convenzionale, piena di vitalità e con una presenza sottilmente sensuale. L'iniziale riluttanza di Darcy a impegnarsi in una conversazione sottolinea il potere che Elizabeth esercita su di lui, insegnandogli infine a cambiare prospettiva. Ciò è più evidente nella scena finale, dove ride apertamente, un momento che simboleggia la sua trasformazione. L'adattamento offre un'interpretazione decisamente femminista della storia.
Pride and Prejudice (2005)

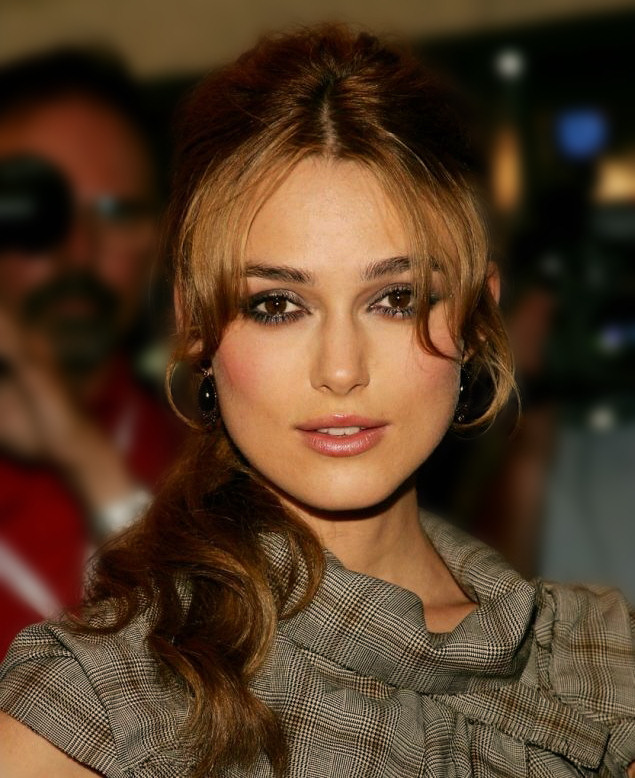
Keira Knightley è Elizabeth Bennet in Orgoglio e pregiudizio, 2005.

Nel 2005, consapevole dell'influenza della miniserie del 1995, Joe Wright concepì il suo film in parte come reazione ad essa: la storia è ambientata nel 1797 (anno in cui fu scritto First Impressions) anziché nel 1813 (anno di pubblicazione); è rifocalizzata su Elisabetta, l'attrazione sessuale è amplificata, il linguaggio modernizzato. Keira Knightley interpreta Elisabetta con un'aria decisamente giovanile, provocante e sensuale, e Matthew Macfadyen interpreta un eroe romantico alla Byron.
Il film si prende anche delle libertà con gli usi simbolici dei paesaggi e degli interni nel romanzo omonimo, ma Joe Wright ammette di non aver cercato la fedeltà. Qui, gli elementi (pioggia, tempesta, alba) e i gesti (il pugno chiuso di Darcy) illustrano i sentimenti più profondi dei personaggi in modo espressionistico.

#### Il problema dei protagonisti maschili
Nei romanzi, i personaggi maschili rimangono relativamente modesti, mentre la personalità e il punto di vista delle eroine vengono privilegiati. Non c'è nulla di eroico nei perfetti gentiluomini che alla fine conquistano la loro mano; sono uomini al dovere, abituati a controllare e mascherare i propri sentimenti. Inoltre, poiché le sfere sociali sono compartimentate, le opportunità di incontro tra giovani uomini e donne sono "occasioni sociali" altamente codificate, in cui l'etichetta e il decoro rigorosi proibiscono qualsiasi sfogo. Questo è il motivo per cui gli sceneggiatori ricostruiscono le storie d'amore creando una rete di eroi carismatici, degni delle eroine, e inventando scene per compensare la loro riservatezza: gli spettatori moderni hanno bisogno di vedere un eroe che deve dimostrare di essere degno di conquistare l'amore dell'eroina. Gli sceneggiatori spesso danno ai protagonisti maschili un ruolo più importante, come si vede nell'interpretazione di Andrew Davies del Darcy di Colin Firth, creando un equilibrio tra personaggi maschili e femminili che si allinea con le aspettative sentimentali di un pubblico prevalentemente femminile. Negli adattamenti cinematografici, in particolare, questi personaggi maschili vengono spesso trasformati in figure romantiche, persino glamour. Ad esempio, il signor Knightley di Jeremy Northam in Emma di Douglas McGrath è notevolmente ringiovanito, mentre il colonnello Brandon di Alan Rickman nell'adattamento di Ang Lee diventa Christopher Brandon, che recita poesie a un'affascinante Marianne, interpretata da Kate Winslet. La studiosa americana Deborah Kaplan descrive questa tendenza come la " arlecchinizzazione " delle opere di Austen, adattandole per attrarre i gusti del pubblico.
Seduttori e libertini sono spesso ritratti in una luce meno simpatica per privarli del fascino che li rende formidabili rivali degli eroi dei romanzi. Ad esempio, nell'adattamento del 1995, la sceneggiatura di Emma Thompson impedisce esplicitamente a Willoughby di giustificarsi con Elinor. Allo stesso modo, mentre l'interpretazione di Wickham da parte di Adrian Lukis nello stesso anno lo presenta come un seduttore affascinante ma senza scrupoli, l'interpretazione di Rupert Friend nel film del 2005 conferisce a Wickham una qualità più inquietante, descritto come dotato di "il fascino rettiliano di un affascinante sociopatico".

#### Elaborazione dello scenario

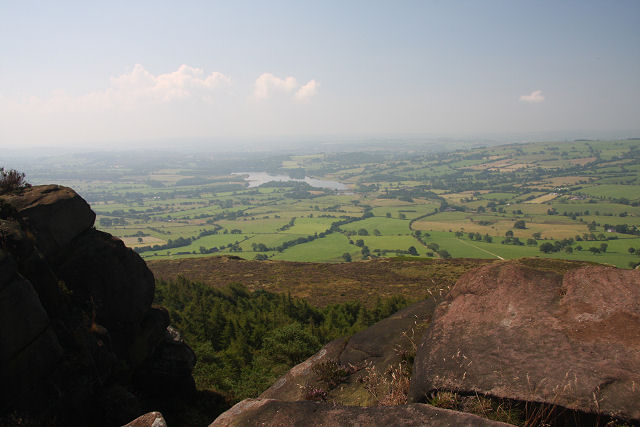
Il paesaggio ammirato da The Roaches di Elizabeth, il concetto estetico del pittoresco in Orgoglio e pregiudizio 1995.

Dal momento in cui la maggior parte delle trame sono girate su set naturali (già da Ragione e sentimento del 1981), i paesaggi e le abitazioni acquisiscono importanza: avendo una presenza maggiore nei media visivi che nei romanzi, diventano elementi essenziali per la comprensione della storia. Ma è nel 1995 che si afferma la preminenza del paesaggio e dei panorami: vengono enfatizzate le differenze tra i luoghi di residenza (Norland - Barton Cottage; Longbourn - Pemberley). Gerry Scott, capo scenografo di Orgoglio e pregiudizio 1995, afferma la volontà del team di dare al paesaggio inglese un ruolo reale nel film; Elizabeth contempla il Derbyshire da un punto di vista elevato, da The Roaches nel Peak District nella versione del 1995, e dalle vertiginose altezze delle Hathersage Moors a Stanage Edge nella versione del 2005, appropriandosi metaforicamente della contea di Darcy.

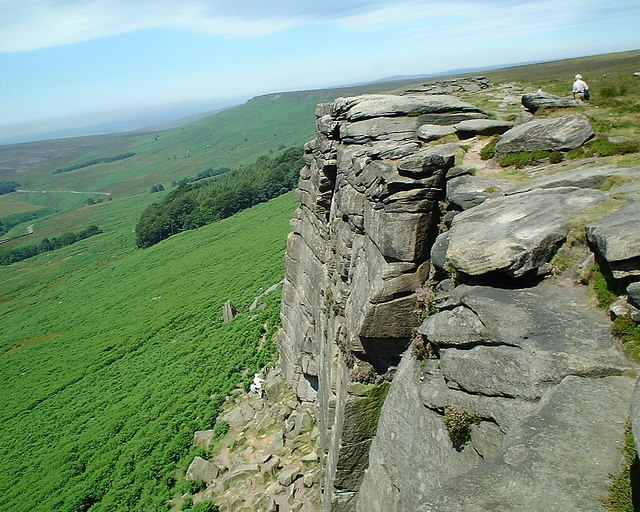
Sito web Stanage Edge per Orgoglio e pregiudizio 2005, concetto estetico del sublime

I paesaggi presentano l'immagine classica e mitica di un'Inghilterra bucolica e senza tempo (l'inglesità), come vista dal pubblico di tutte le nazionalità. Le location delle riprese, che fanno parte del patrimonio storico della Gran Bretagna e spesso gestite dal National Trust, sono scelte per adattarsi al meglio alle case che intendono rappresentare, offrendo un'immagine altamente realistica, se non fedele, del mondo in cui Jane Austen ha ambientato le sue trame, e rendendo la serie della BBC in particolare non solo drammi in costume ma film storici.
Le guide turistiche menzionano questi film per attirare i visitatori, creando una sorta di “cineturismo”: ad esempio, una guida alle location dei film (Movie Locations: A Guide to Britain and Ireland) è stata pubblicata nel 2000. L'Hampshire ha pubblicato un opuscolo (Literary Hampshire) per i turisti che desiderano seguire le orme dei loro autori preferiti. Lyme Park ha visto un notevole aumento di visitatori dopo il 1995, e le location utilizzate per Orgoglio e pregiudizio 2005 portano ancora tracce del film: costumi a Burghley House (Rosings), il busto di Darcy a Chatsworth House (Pemberley). Quanto a Bath, che Jane non amava ma dove visse e ambientò scene importanti in L'abbazia di Northanger e Persuasione, dal 2001 ospita un festival annuale di Jane Austen a settembre.

### Rappresentazione dell'immagine

#### Illustrazioni
Le prime illustrazioni apparvero in Francia già nel 1821: i frontespizi illustrati di ciascuno dei due volumi di La Famille Elliot, la "libera traduzione" di Persuasione in francese di Isabelle de Montolieu. Ma fu solo nel 1833, con l'edizione di Richard Bentley, che si vide un'edizione inglese dei romanzi di Jane Austen con illustrazioni sul frontespizio: i disegni di Pickering furono incisi da Greatbach per Orgoglio e pregiudizio, illustrando il confronto tra Lady Catherine ed Elizabeth Bennet e la rivelazione a Mr. Bennet di ciò che Darcy aveva fatto per Lydia. L'abbazia di Northanger, con Catherine che legge, ed Emma sono illustrati in modo simile. Fu solo con la pubblicazione nel 1869 di A Memoir of Jane Austen da parte di suo nipote, James Edward Austen-Leigh, che nacque un vero interesse per l'opera. Le prime edizioni popolari, disponibili nel 1883, furono presto seguite da edizioni illustrate e raccolte. La mania pubblica degli anni '80 del XIX secolo fu soprannominata "Austenolatria" dal padre di Virginia Woolf, lo scrittore e critico Leslie Stephen.
I sei romanzi pubblicati da MacMillan nel 1890 sono riccamente illustrati con disegni a penna e inchiostro di Hugh Thomson, che illustrò anche Orgoglio e pregiudizio nell'edizione del 1894 di George Allen. Oltre a raffigurare le scene più emblematiche, si concentrò su personaggi e scene secondarie, a volte abbozzate con ironia, aggiungendo vignette umoristiche o simboliche e intestazioni di capitolo, in particolare nell'edizione del 1894. 
Seguendo le sue orme, CE Brock illustrò numerose edizioni a penna e acquerello, adattando lo stile delle sue vignette all'edizione che accompagnavano. Il suo approccio poteva essere raffinato, persino manierato e leggermente anacronistico, poiché "sensibile alla concezione dei primi romanzieri vittoriani, mostrando la delicatezza femminile e il lato un po' sfacciato, con tazza di tè e piattino in mano", ma altrove è più virile e sobrio, come mostrato in queste due edizioni di Persuasione:

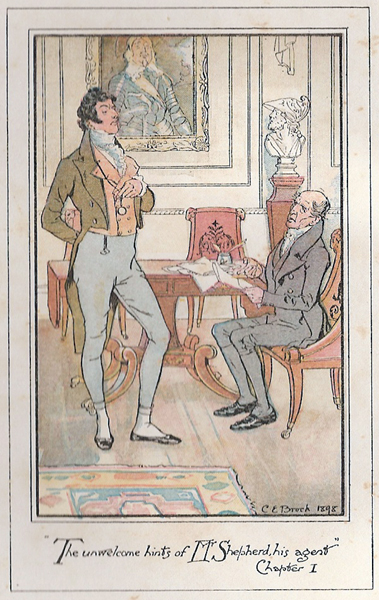
CE Brock (1898): Sir Walter non vede di buon occhio il consiglio parsimonioso del notaio (cap. 1)
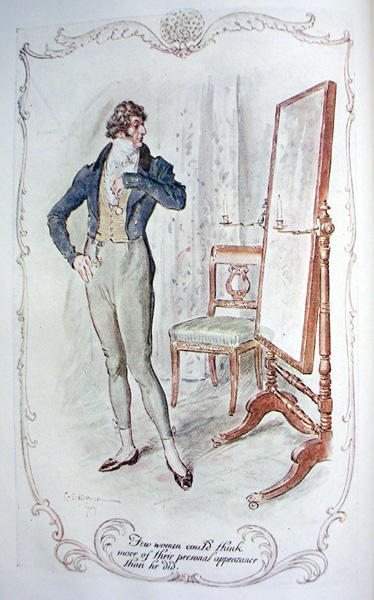
CE Brock (1909): Sir Walter è particolarmente soddisfatto della propria immagine (cap. 1)
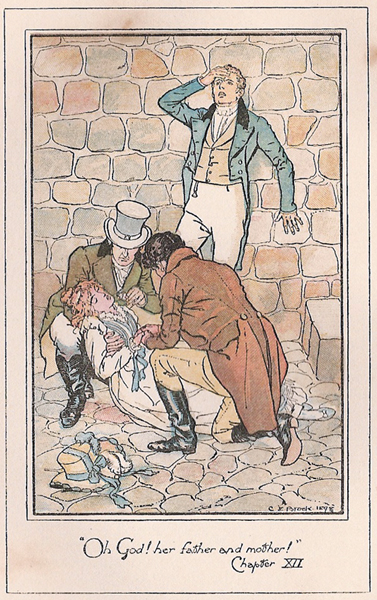
CE Brock (1898): La caduta di Louisa sulla pannocchia (cap. 12)
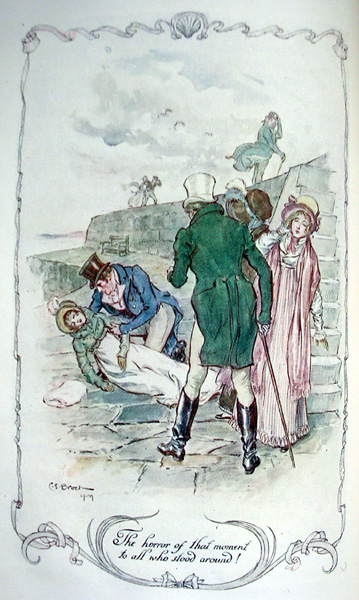
CE Brock (1909): La caduta di Louisa sulla pannocchia (cap. 12)
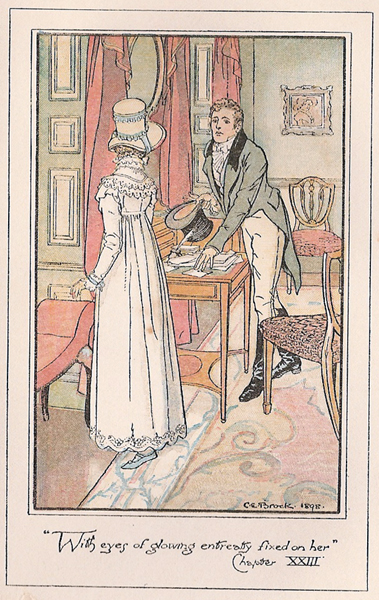
CE Brock (1898): Frederick richiama l'attenzione di Anne sulla sua lettera (cap. 23)
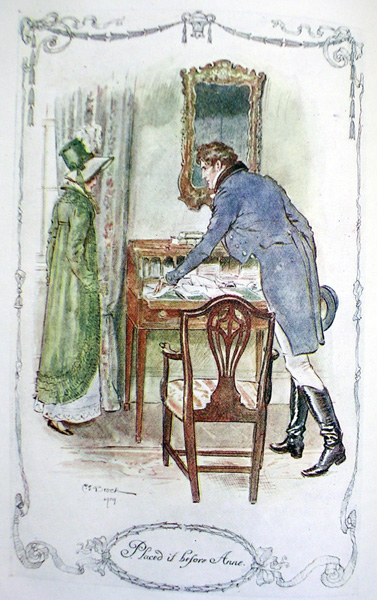
CE Brock (1909): Frederick mostra ad Anne la lettera che aveva appena scritto (cap. 23)

Il periodo Regency inglese era un soggetto preferito dei Preraffaelliti, e in particolare del pittore Edmund Blair Leighton. Molte delle sue scene di genere evocano il mondo della “buona zia Jane” come si vedeva nell’epoca vittoriana:

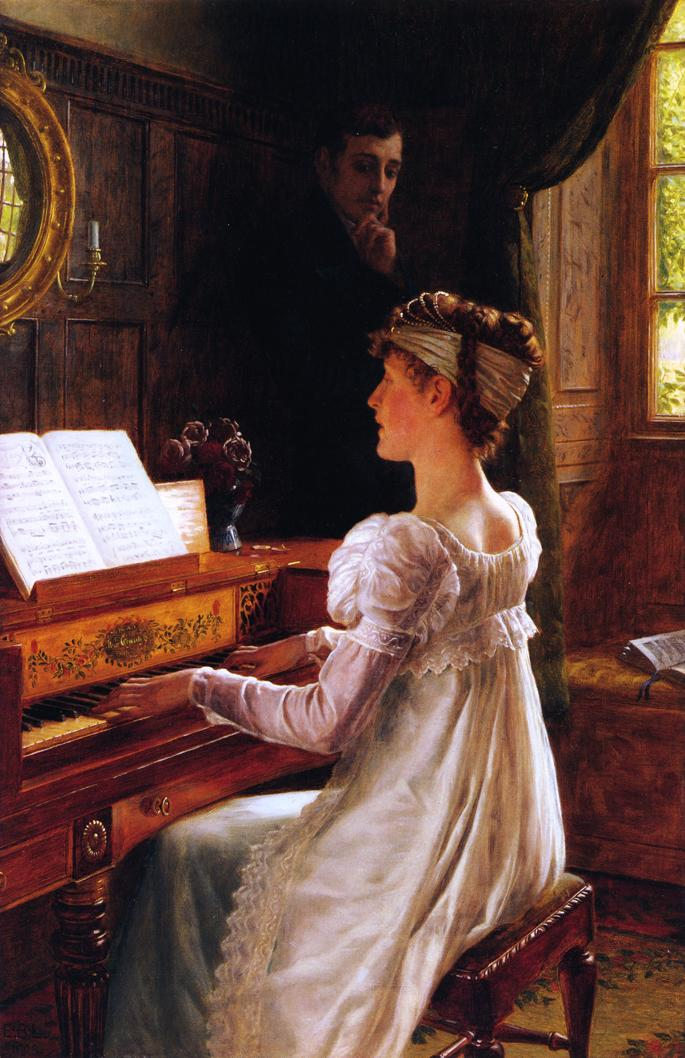
Corteggiamento (1903)
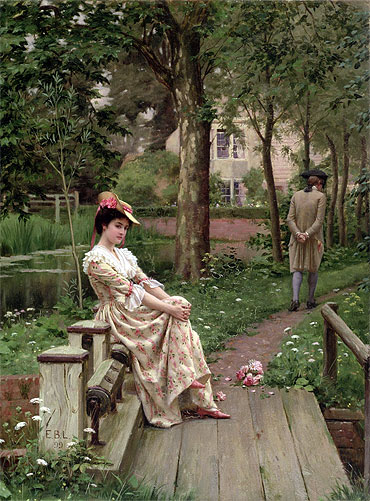
Via (1899)
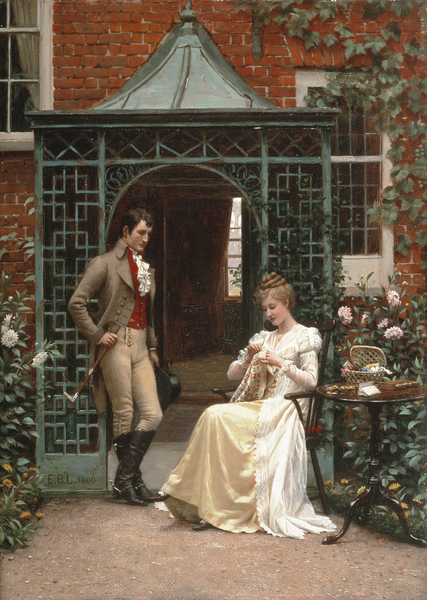
Sulla soglia (1900)
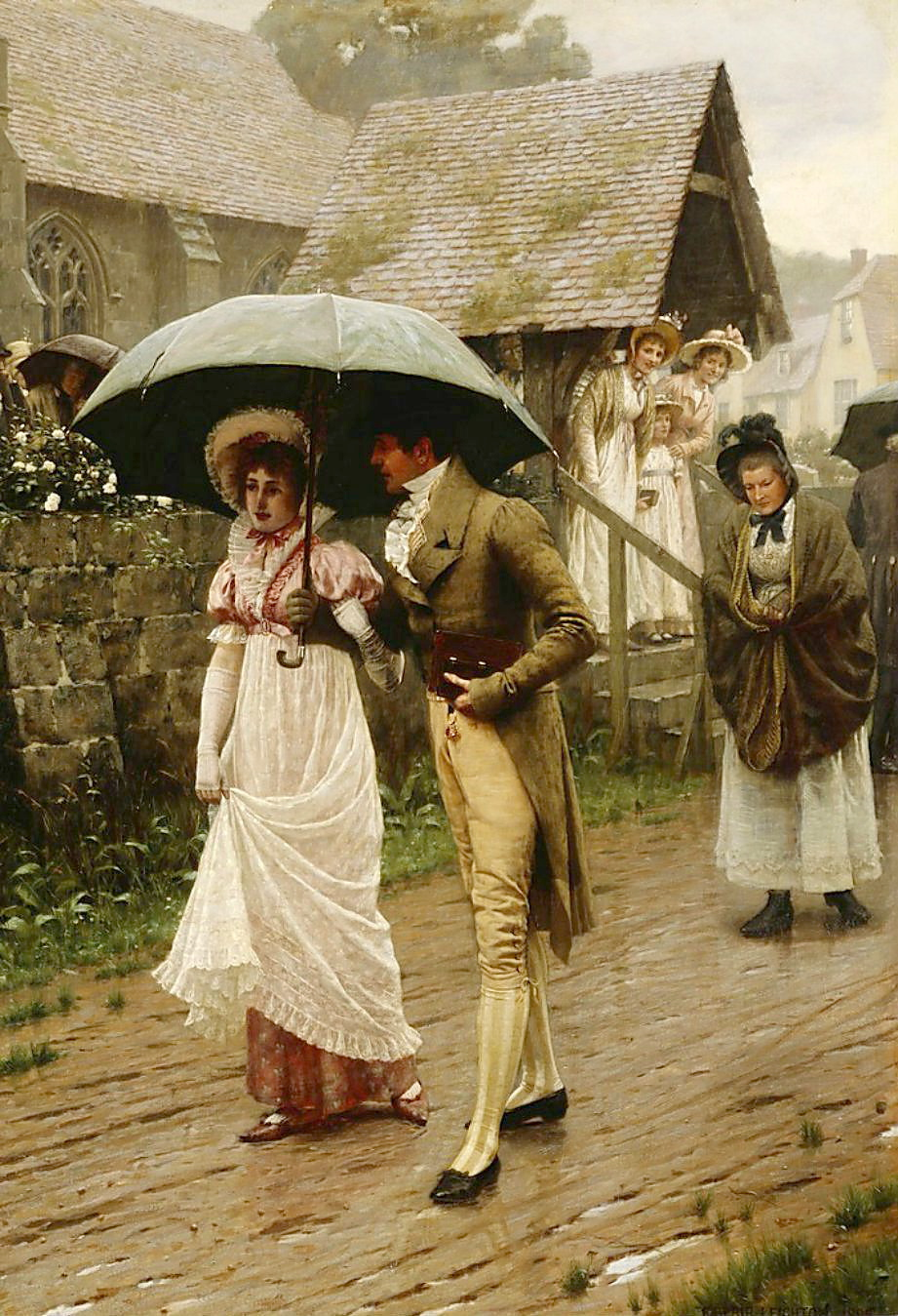
Una domenica mattina piovosa (1896)
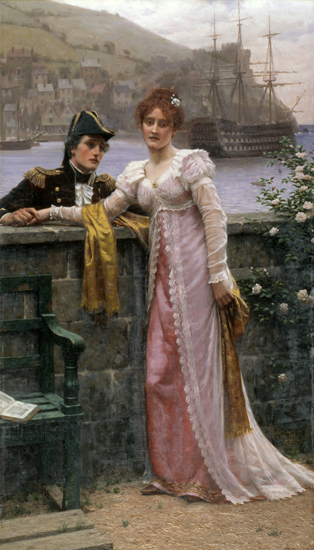
Addio (1901)

Le edizioni del XX secolo presentano illustrazioni influenzate dallo stile del loro tempo. Tra il 1957 e il 1975, Joan Hassall (1906-1988) produsse una serie di xilografie per l'edizione della Folio Society. Quando il film Orgoglio e pregiudizio, con Laurence Olivier e Greer Garson, uscì nel 1940, Grosset & Dunlap, un editore specializzato nella ristampa di romanzi illustrati con fotografie tratte dal film (edizione Photoplay), mise in vendita tre edizioni economiche, complete di foto tratte dal film.

#### Copertine
Le numerose edizioni inglesi e americane presentano un'ampia varietà di copertine e sovraccoperte: riproduzioni di dipinti dell'epoca per le edizioni critiche, come quelle di Penguin Classics, Oxford World's Classics, Wordsworth Classics o Ignatius Critical Editions, una foto della miniserie del 1995 o il poster del film del 2005, per le edizioni tascabili pubblicate in quegli anni, disegni originali a penna e inchiostro per Pocket Penguin Classics (la White Collection), illustrazioni più accattivanti o molto eleganti e neutre per le edizioni economiche, a seconda del pubblico di riferimento.
Le edizioni tascabili francesi sono meno varie: gli editori non sempre dispongono di una collezione continuativa dei romanzi di Jane Austen, soprattutto quando presentano traduzioni recenti. Orgoglio e pregiudizio e Persuasione in Folio classique Folio classique, come Orgoglio e pregiudizio in Classiques de Poche, presentano una riproduzione di un dipinto; la traduzione pubblicata nel 2010 da GF presenta un ritaglio originale; e l'edizione abbreviata di Orgoglio e pregiudizio in Livre de Poche jeunesse presenta una foto simbolica. Christian Lacroix ha disegnato le copertine di nove romanzi nel catalogo Livre de Poche, tra cui Emma. Editions Bon Marché, che offre la collezione completa dei romanzi di Jane Austen, ripubblica vecchie traduzioni cadute nel pubblico dominio. ArchiPochepresenta una serie di ritratti di donne della metà del XIX secolo, mentre 10/18, le cui edizioni precedenti facevano lo stesso, ha ripubblicato i sei romanzi di Jane Austen con le copertine originali dal 2012.

#### Fumetti
La Marvel, casa editrice di fumetti americana, ha intrapreso la trasposizione dei romanzi di Jane Austen, a partire da Orgoglio e pregiudizio, in cinque episodi, il primo dei quali uscito nell'aprile 2009 e l'ultimo nell'agosto dello stesso anno, su sceneggiatura di Nancy Hajeski, prima di pubblicarlo in un unico volume. Nel 2010 ha proseguito con Ragione e sentimento, illustrato da Sonny Liew, e poi con Emma.

### Siti web
Le più antiche piattaforme online dedicate a Jane Austen sono quelle delle Jane Austen Societies, in particolare la filiale nordamericana, fondata nel 1979. Questa società pubblica una rivista semestrale, Persuasions (in versione cartacea) e Persuasions On-Line, che presenta articoli accademici che esplorano le opere di Austen e il suo mondo. Un altro sito degno di nota è " The Republic of Pemberley ", una comunità virtuale creata negli Stati Uniti in seguito alla trasmissione della miniserie del 1995. Inoltre, ci sono siti web per il Jane Austen Museum di Bath e uno più piccolo per Chawton.
Numerosi blogger entusiasti hanno anche creato pagine dedicate a Jane Austen, principalmente in inglese ma anche in altre lingue, tra cui il francese. Queste piattaforme spesso includevano forum e una ricchezza di fanfiction, alcune delle quali erano scritte in modo collaborativo sotto forma di storie round-robin.
Oltre ai numerosi video caricati su YouTube, estratti collegati a film e film per la TV esistenti, dal 9 aprile 2012 al 28 marzo 2013 è stata creata una web serie originale in 100 episodi da due a otto minuti. The Lizzie Bennet Diaries, un nuovo avatar di Orgoglio e pregiudizio, traspone la trama nella California del XXI secolo e si presenta come il videoblog personale di una giovane studentessa arguta e squattrinata, Lizzie Bennet, che sta studiando per un master in comunicazioni di massa e pubblica un nuovo capitolo dei suoi diari due volte a settimana sul suo blog. Il The Guardian definisce questa trasposizione attenta e inventiva "il migliore degli adattamenti per il piccolo schermo", poiché "Elizabeth Bennet e Fitzwilliam Darcy celebrano il duecentesimo anniversario della loro apparizione in letteratura".